# St. Anna (Heiligkreuztal)

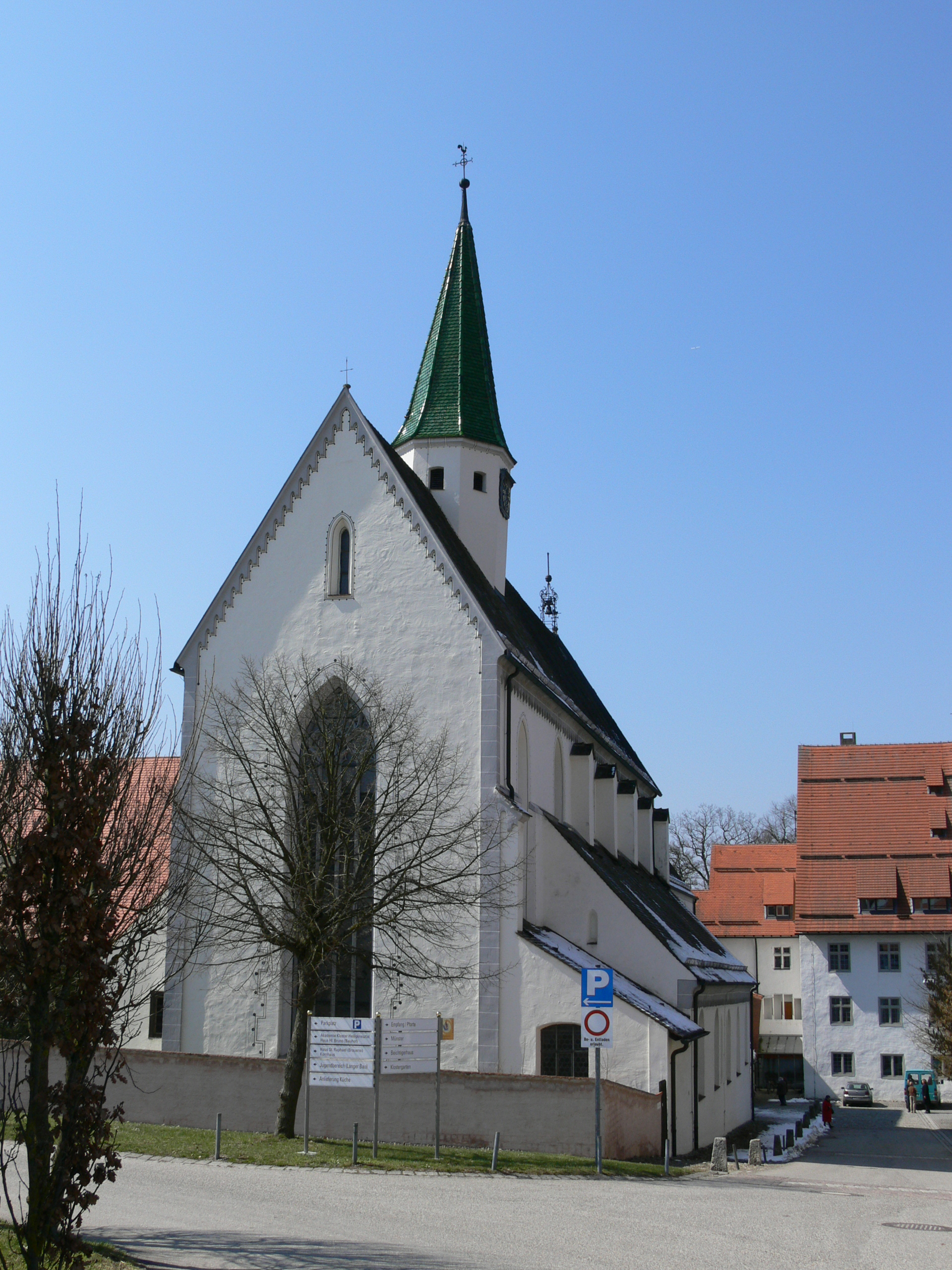
Pfarrkirche St. Anna

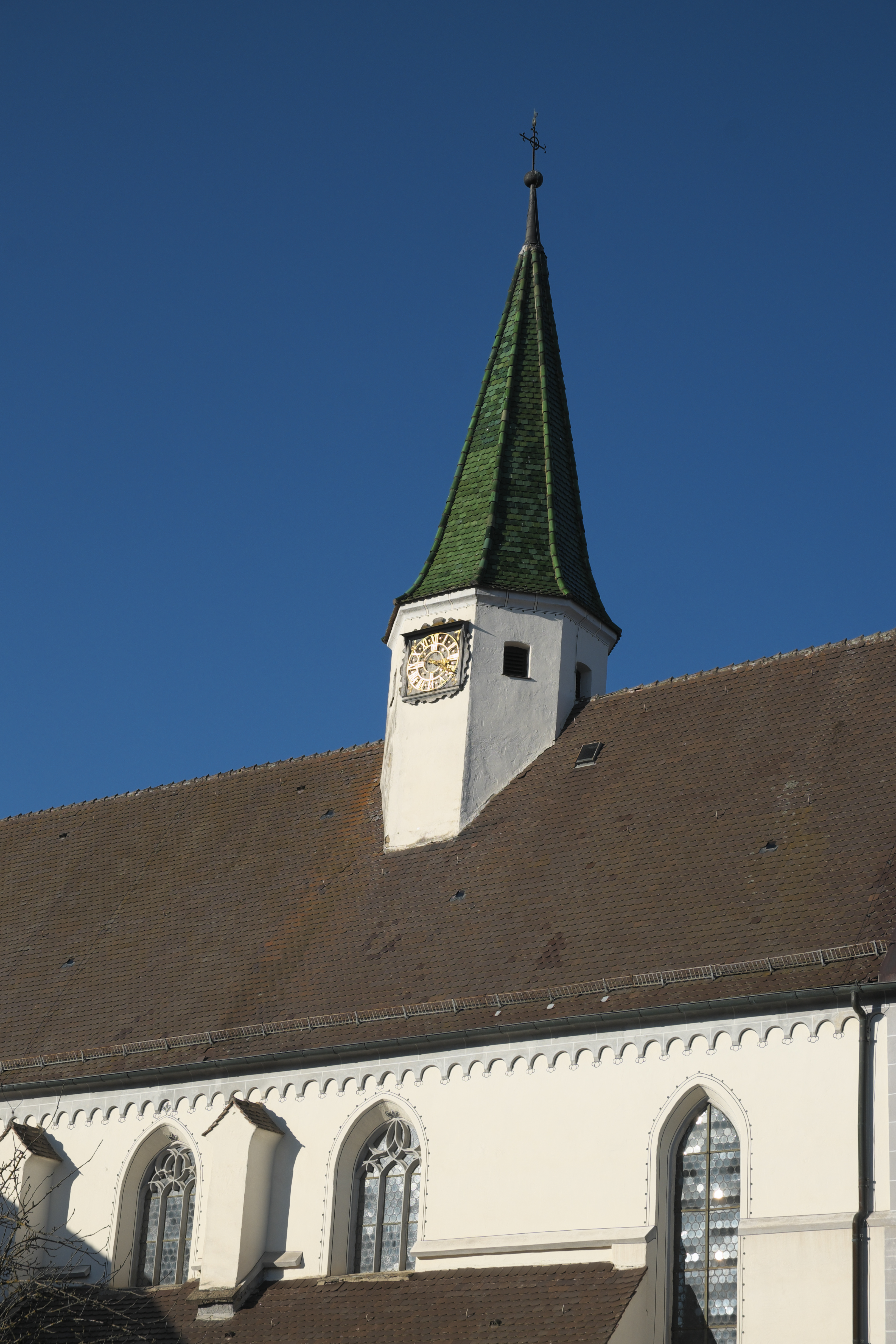
Dachreiter

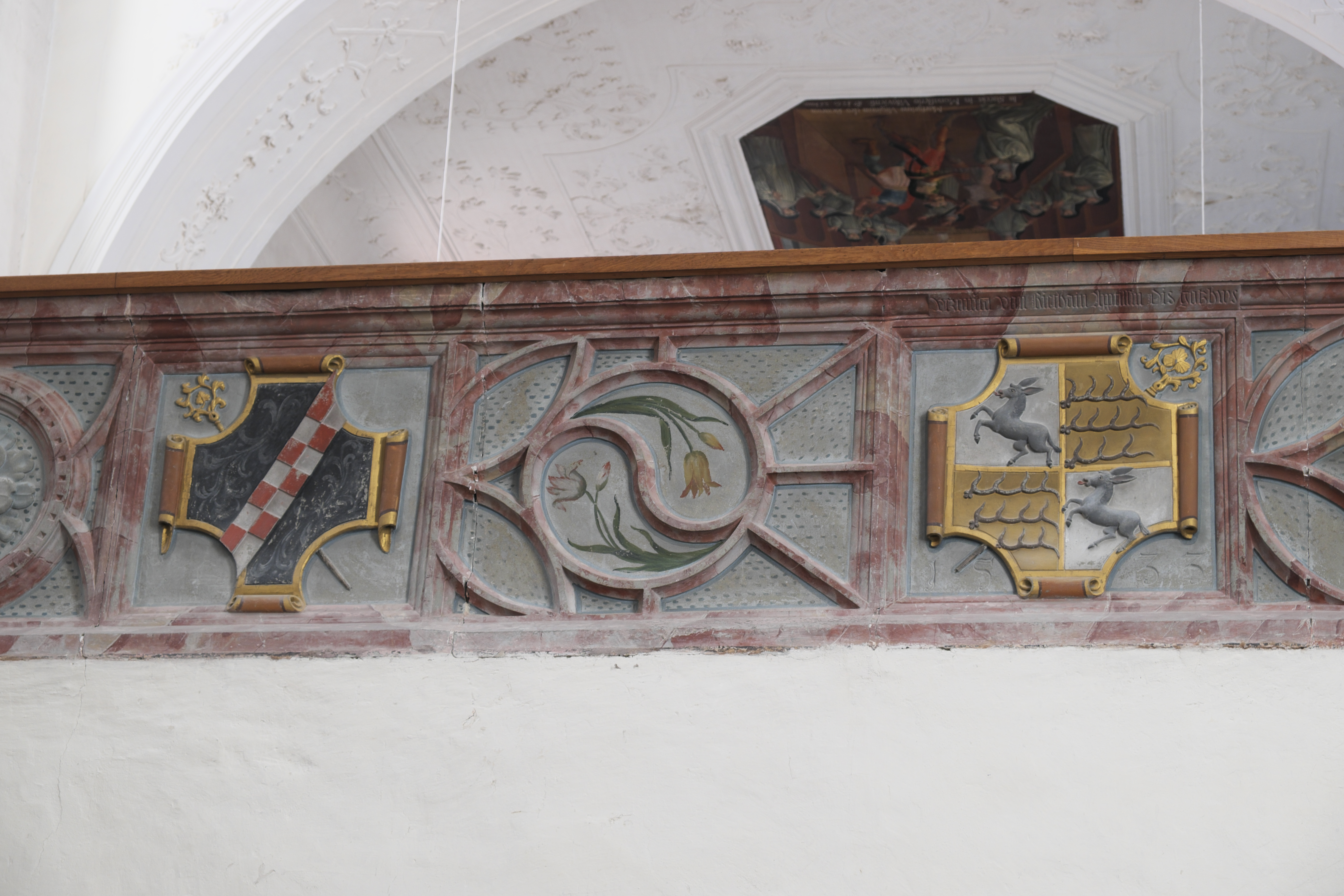
Wappen des Zisterzienserordens und der Äbtissin Veronika von Rietheim n der Empore

Die katholische Pfarrkirche St. Anna in Heiligkreuztal, einem Ortsteil der Gemeinde Altheim im Landkreis Biberach in Baden-Württemberg, wurde zu Beginn des 14. Jahrhunderts als Klosterkirche des Zisterzienserinnenklosters Heiligkreuztal errichtet. Die seit 1699 auch für Laien geöffnete Kirche wurde 1843 zur Pfarrkirche erhoben und gehört zum Dekanat Biberach der Diözese Rottenburg-Stuttgart. In der Kirche sind wertvolle Ausstattungsstücke, ein großes Bleiglasfenster aus dem frühen 14. Jahrhundert sowie Fresken aus der Gotik und der Renaissance erhalten.

## Geschichte
In dem als Wazzershaf bezeichneten Ort hatten sich im Jahr 1227 Beginen zu einer Gemeinschaft zusammengeschlossen, die sich 1233 dem Zisterzienserorden unterstellte. Im Jahr 1256 erfolgte die Weihe der Klostergebäude. Als erste Kirche diente vermutlich die spätere Bruderkirche, die ursprünglich Maria und Heiligkreuz geweiht war und in der heute ein Museum eingerichtet ist. Noch vor 1315 wurde durch einen Baumeister namens Konrad der Grundstein für die spätere Kloster- und heutige Pfarrkirche gelegt. Diese Kirche, eine dreischiffige, flachgedeckte Pfeilerbasilika mit drei Altären und einem großen Ostfenster, wurde am 20. Mai 1319 dem Evangelisten Johannes geweiht. Zwischen 1520 und 1533 ließ die Äbtissin Veronika von Rietheim, die von 1520 bis 1551 dem Kloster vorstand, die Seitenschiffe und das Hauptschiff einwölben und den Nonnenchor erweitern. Die Äbtissin Anna Stebenhaber, die von 1602 bis 1616 das Kloster leitete, ließ die Kirche neu ausmalen und mit einer neuen Ausstattung im Stil des frühen Barock versehen. 1699 wurde die Kirche für Laien geöffnet und ein Außenportal an der Westfassade des nördlichen Seitenschiffs durchgebrochen. 1843 erfolgte die Erhebung der ehemaligen Klosterkirche zur katholischen  Pfarrkirche mit dem Patrozinium der heiligen Anna, der Frauenchor wurde der protestantischen Gemeinde als Betsaal zugesprochen.

## Architektur

### Außenbau
Das hohe, von einem Satteldach gedeckte Mittelschiff wird von einem spitz zulaufenden Dachreiter bekrönt. Die wesentlich niedrigeren Seitenschiffe sind mit Pultdächern gedeckt. Über dem gegen Ende des 17. Jahrhunderts eingebauten Portal sind die Wappen des Klosters, des Zisterzienserordens und der Äbtissin Maria Anna von Holzing eingemeißelt. Auf dem Westgiebel sitzt eine schmiedeeiserne, spätbarocke Wetterglocke von 1770. 

### Innenraum

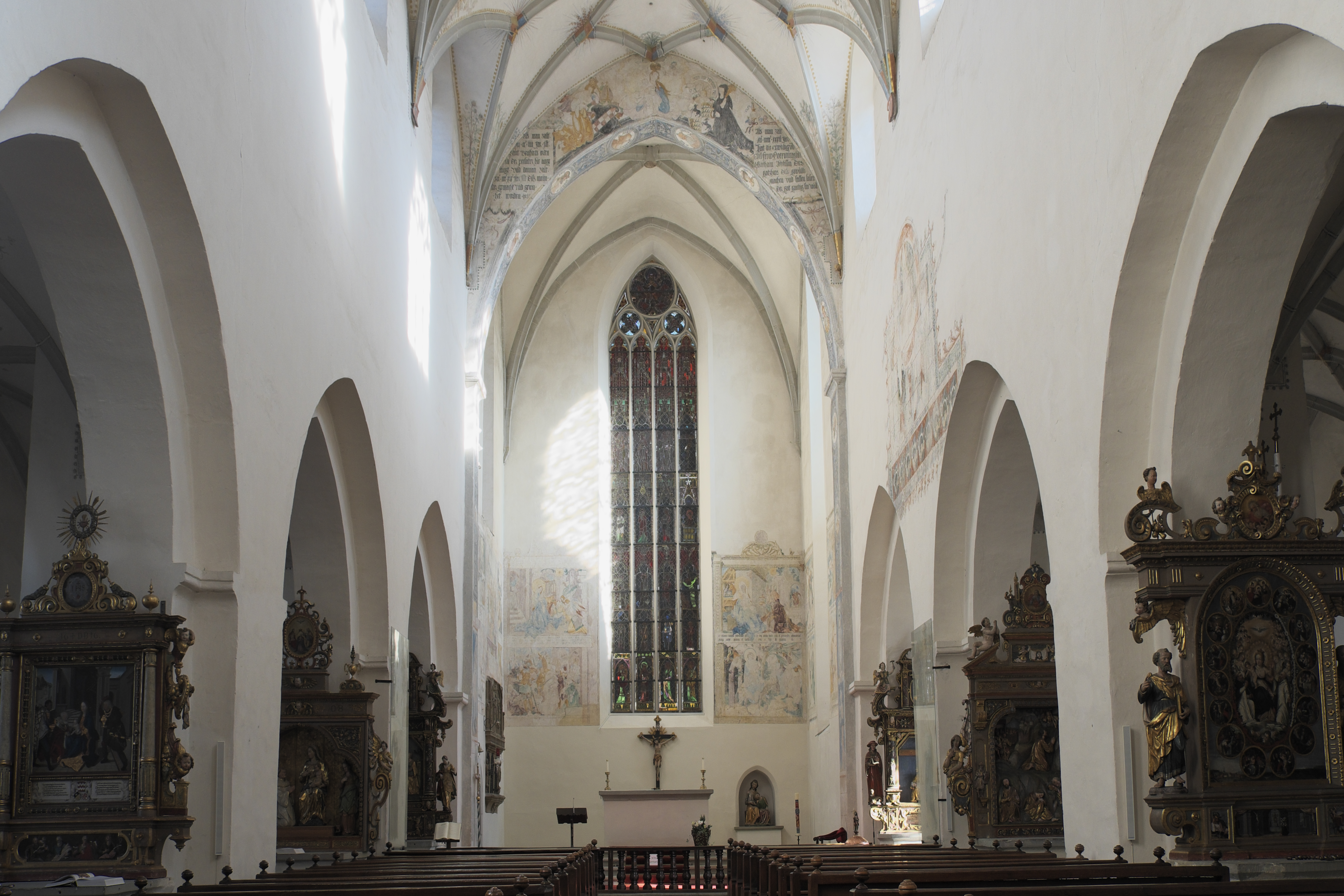
Innenraum

Das dreischiffige Langhaus wird durch hohe, auf Pfeilern aufliegende Spitzbogenarkaden gegliedert. Haupt- und Seitenschiffe werden von spätgotischen Rippengewölben mit skulptierten Schlusssteinen gedeckt. Im Obergaden sind dreibahnige Maßwerkfenster eingeschnitten. Der Chor, zu dem ein spitzer Chorbogen führt, ist wie bei Zisterzienserkirchen üblich gerade geschlossen. Den westlichen Abschluss des Kirchenschiffs bildet die weit in das Langhaus ragende Nonnenempore, deren Brüstung mit den Wappen des Zisterzienserordens und der Äbtissin Veronika von Rietheim verziert ist.

## Fresken

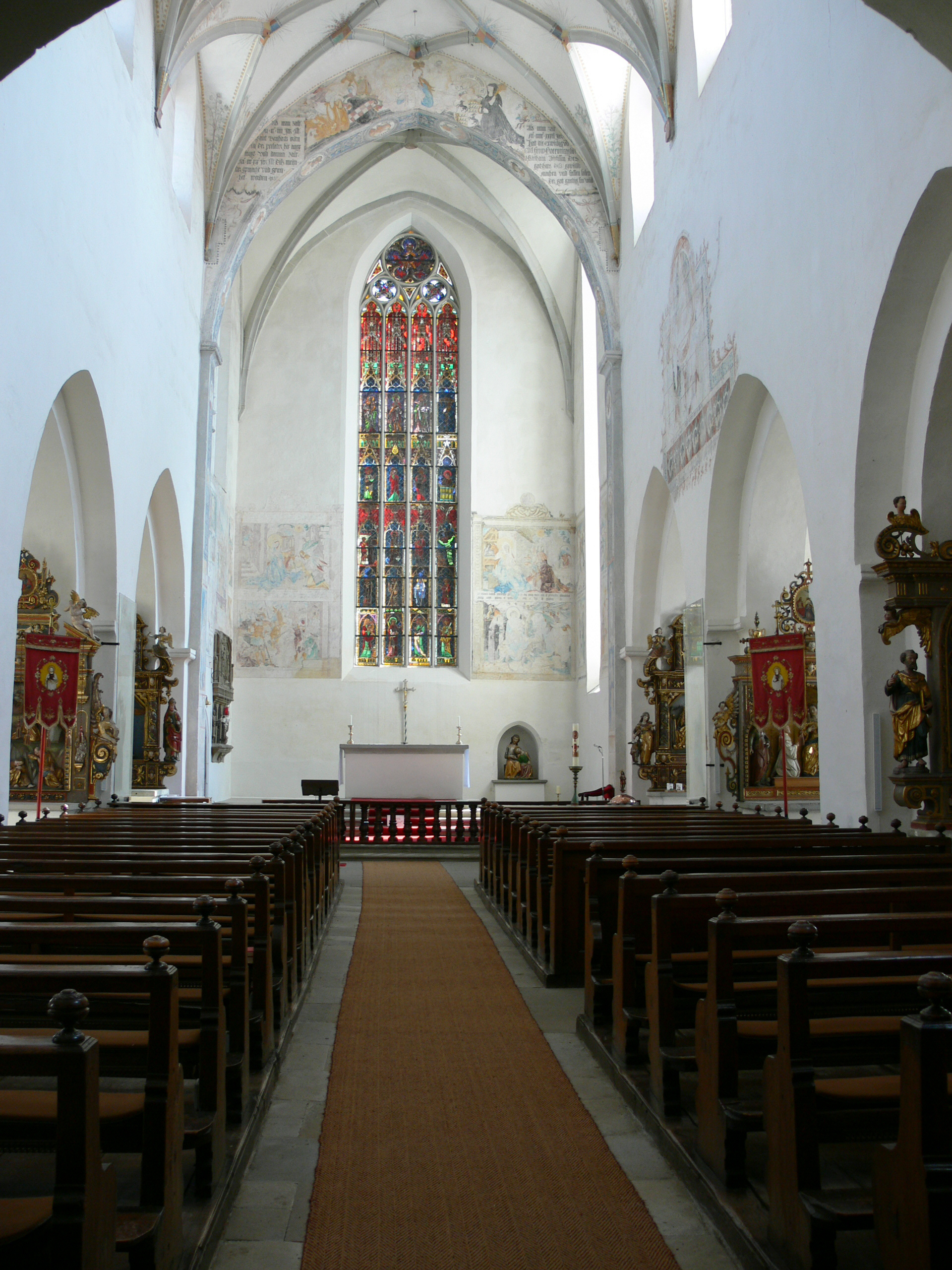
Chorfenster

Die Decken- und Wandmalereien wurden bereits 1898 teilweise wieder freigelegt. Die ältesten Fresken entstanden vermutlich zwischen 1312 und 1319 wie der 1955 freigelegte Christuskopf mit Kreuznimbus an der Ostwand des nördlichen Seitenschiffs. Aus dem frühen 14. Jahrhundert stammen auch die Darstellungen der beiden Ordenspatrone, des heiligen Benedikt von Nursia und des heiligen Bernhard von Clairvaux sowie die Darstellung der heiligen Dorothea am mittleren Pfeiler des nördlichen Seitenschiffs. In die gleiche Zeit wird auch das Deësis-Motiv an der südlichen Hochschiffwand datiert, in dessen Mitte Christus als Weltenrichter thront, Maria und Johannes der Täufer leisten Fürbitte.

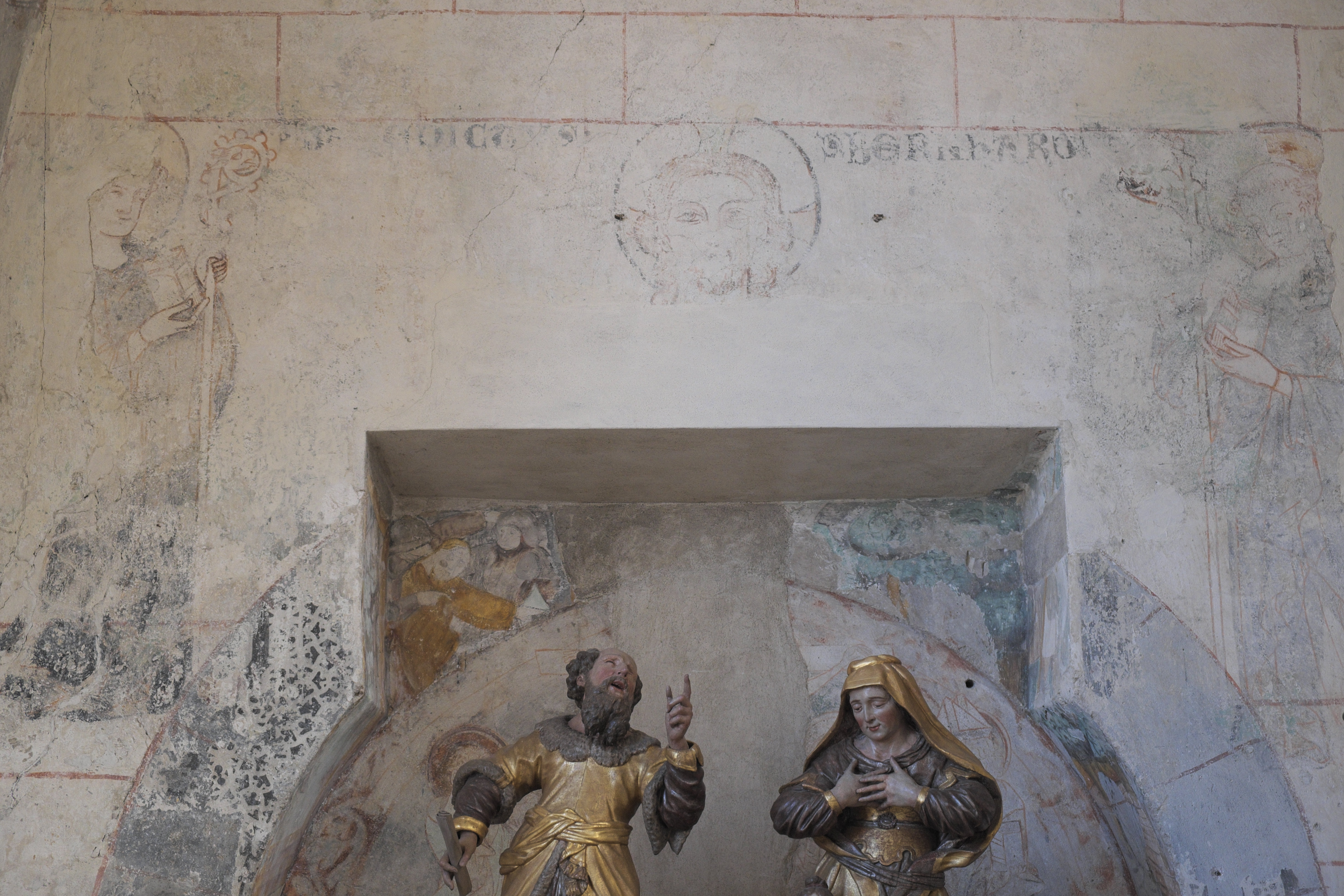
Christuskopf, heiliger Benedikt und heiliger Bernhard
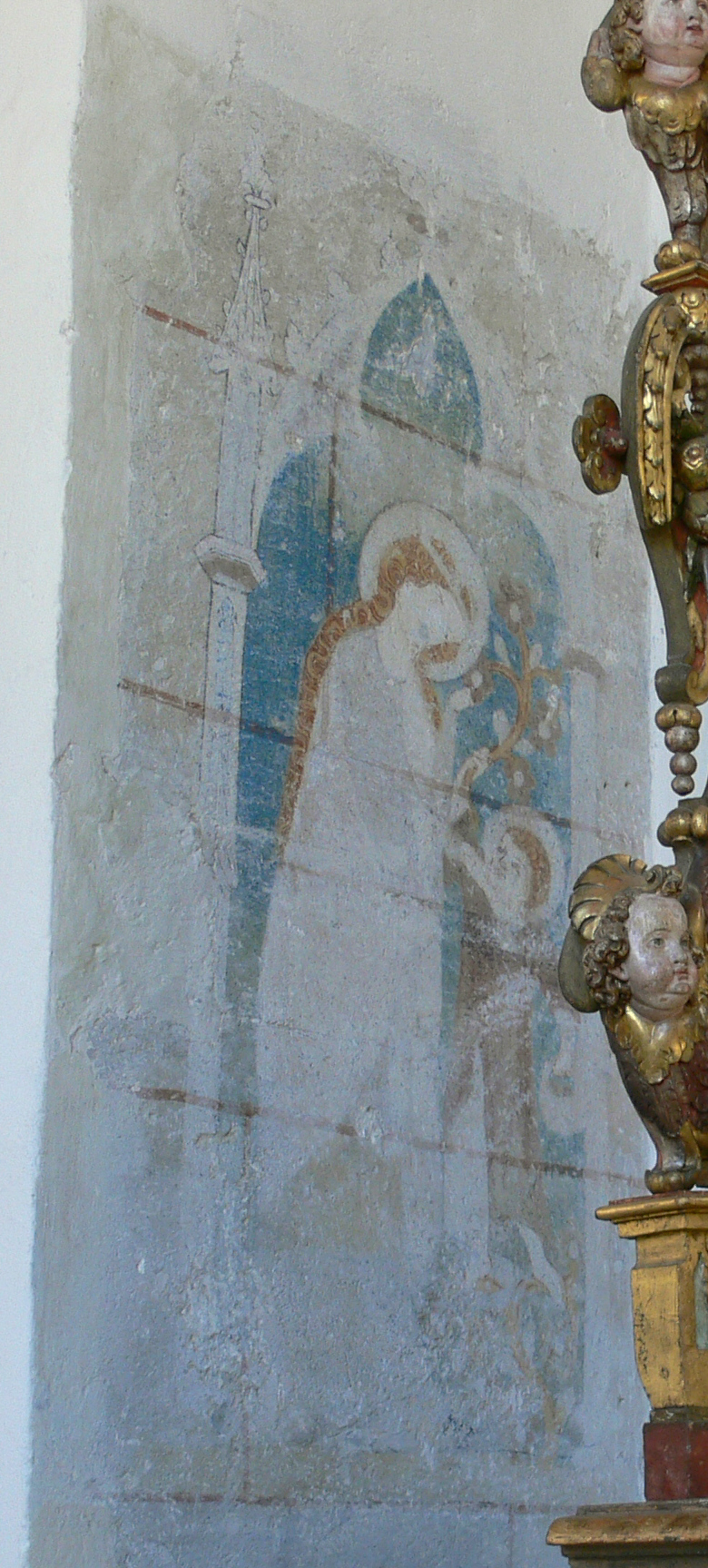
Heilige Dorothea
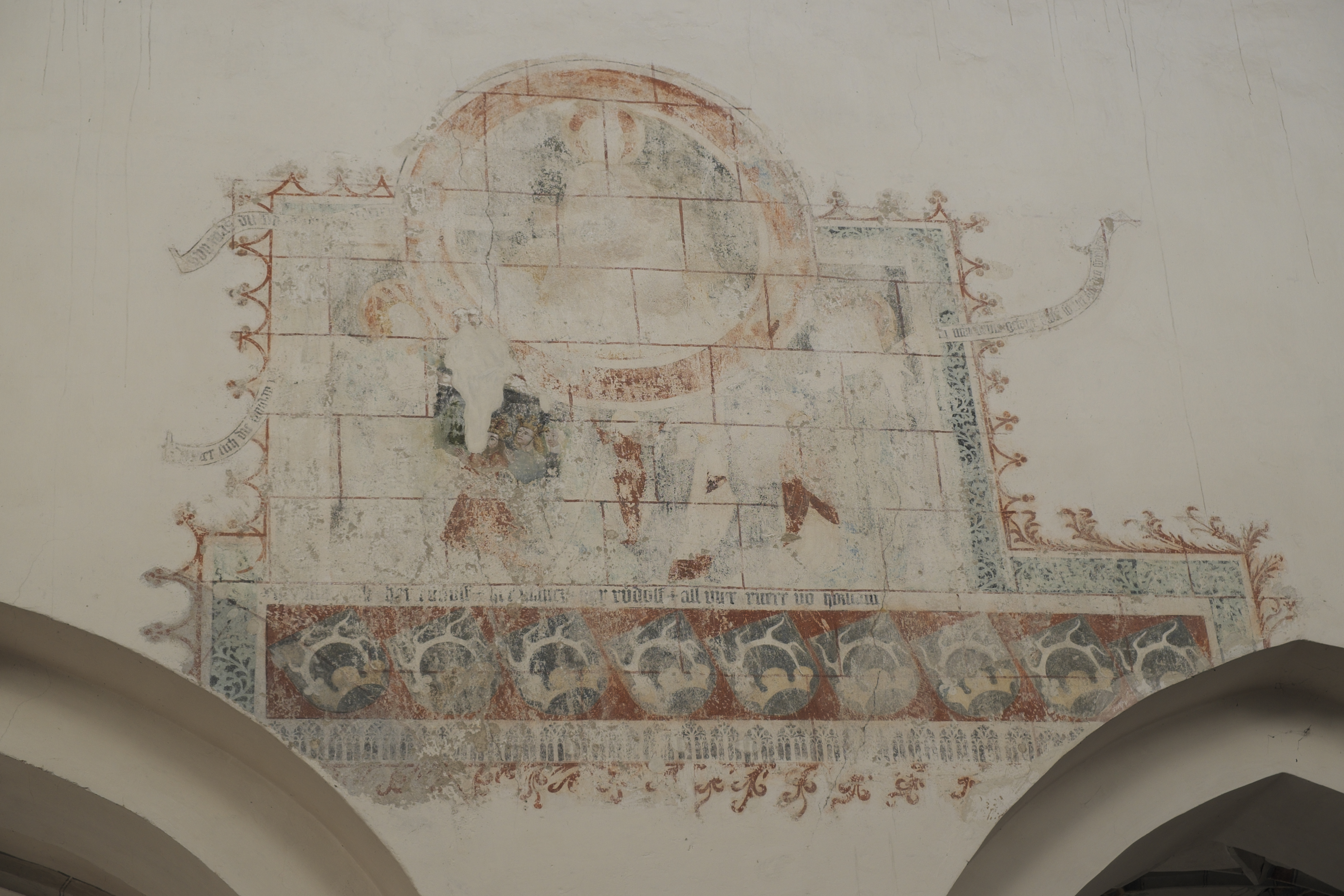
Deësis-Motiv

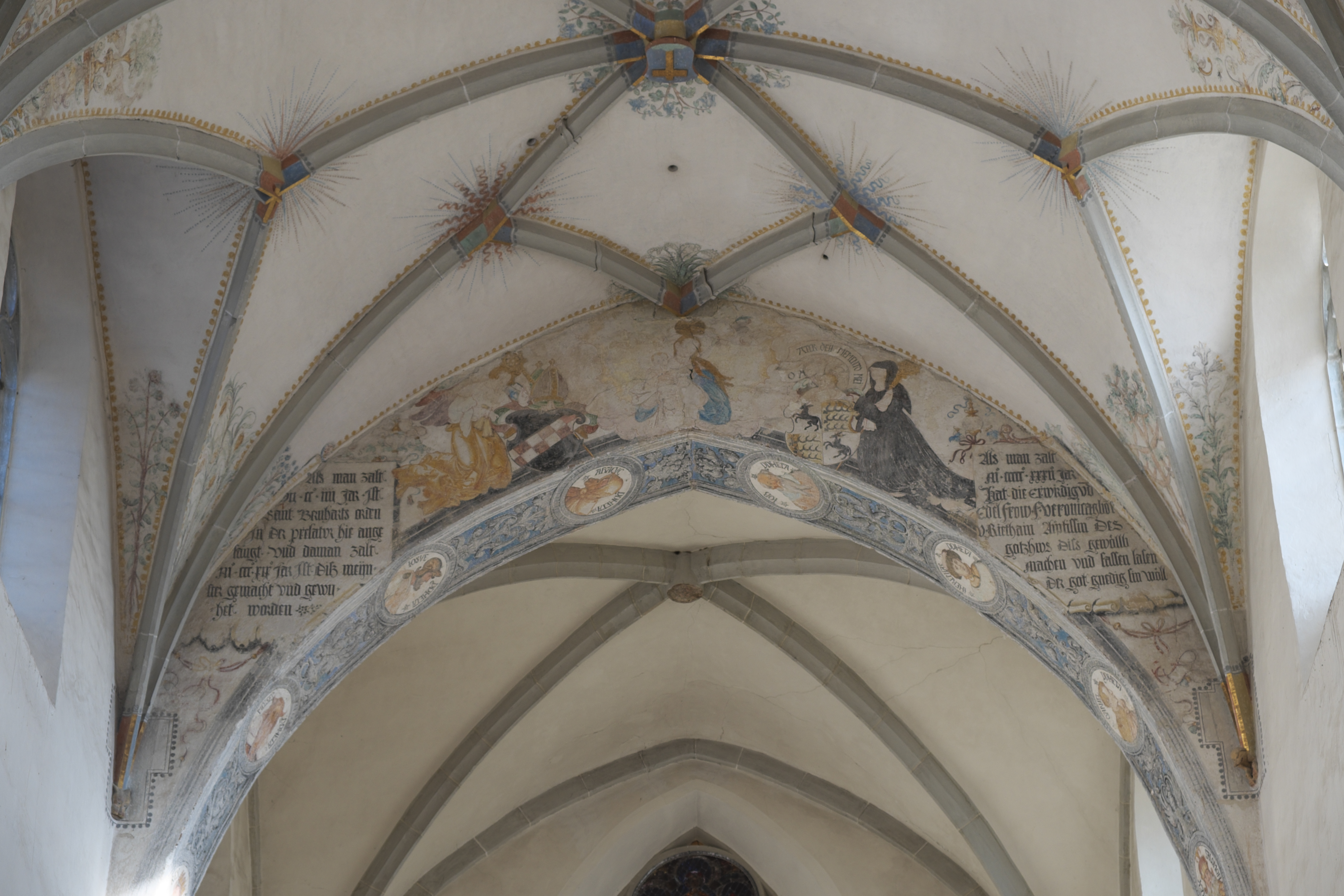
Marienkrönung über dem Chorbogen

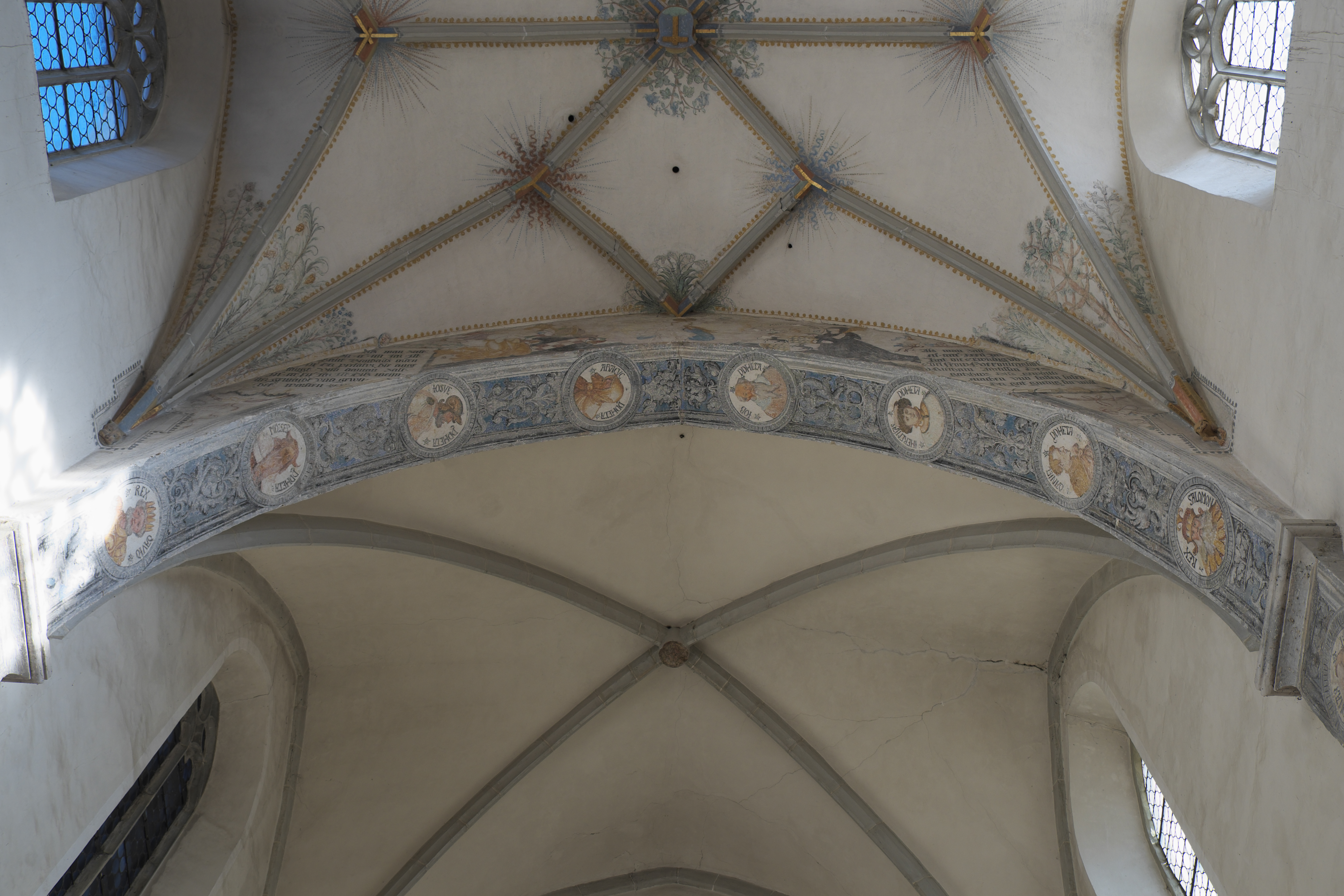
Chorbogen mit Darstellung der Propheten

Die meisten Wandmalereien stammen aus der ersten Hälfte des 16. Jahrhunderts. Sie werden dem Meister von Meßkirch zugeschrieben und entstanden im Auftrag der Äbtissin Veronika von Rietheim. Auf zwei Pfeilern sind eine Madonna mit Kind und der heilige Bernhard von Clairvaux dargestellt. An der Wand über dem Chorbogen sieht man Maria, die von Engeln gekrönt wird, darunter die Äbtissin Veronika von Rietheim mit ihrem Wappen und einem Spruchband mit der Inschrift „O mater Dei, memento mei“ (O Mutter Gottes, gedenke meiner). Die Laibung des Chorbogens ist mit Medaillons verziert, auf denen Propheten und unten links der heilige Christophorus, unten rechts die heilige Barbara dargestellt sind. 

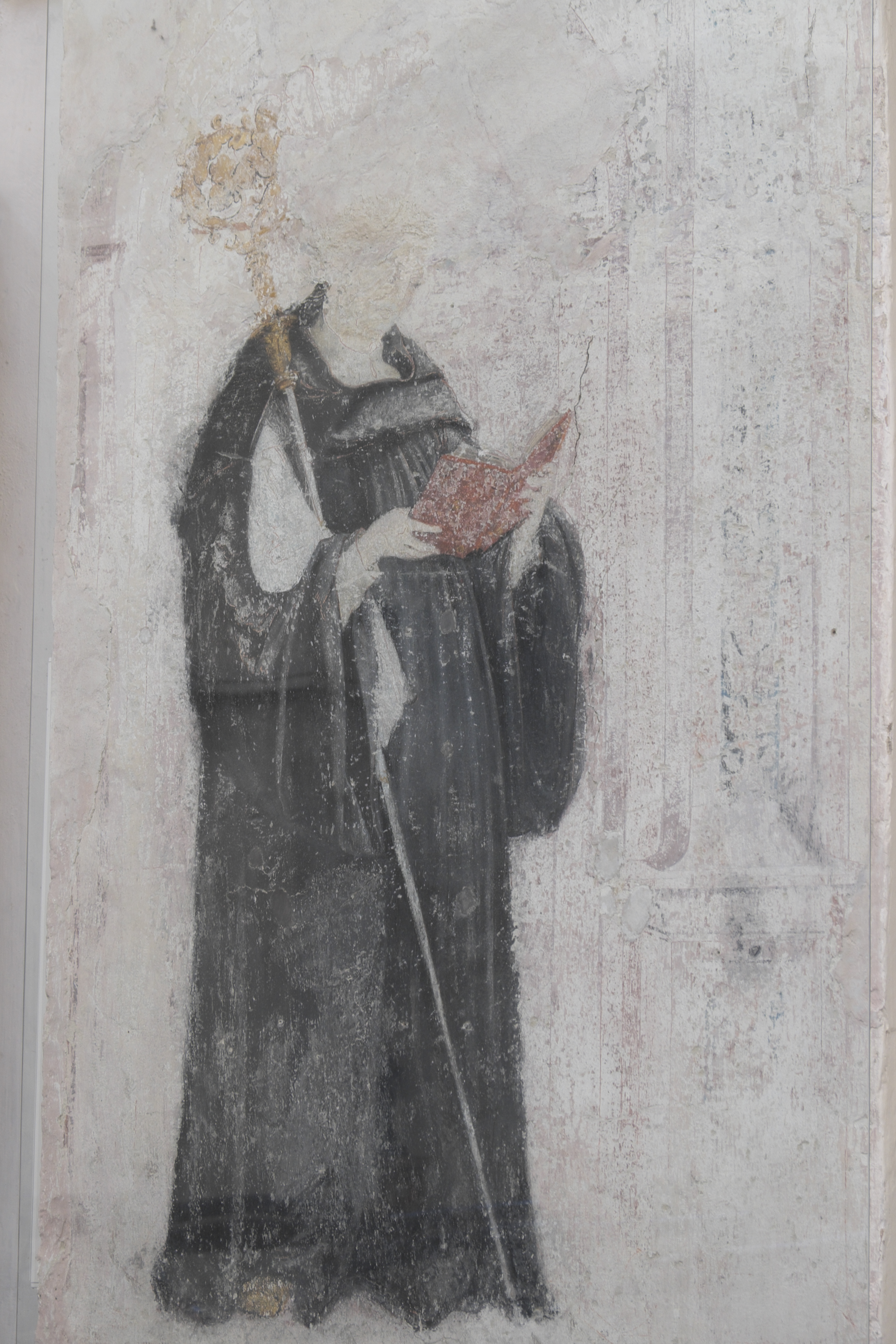
Bernhard von Clairvaux
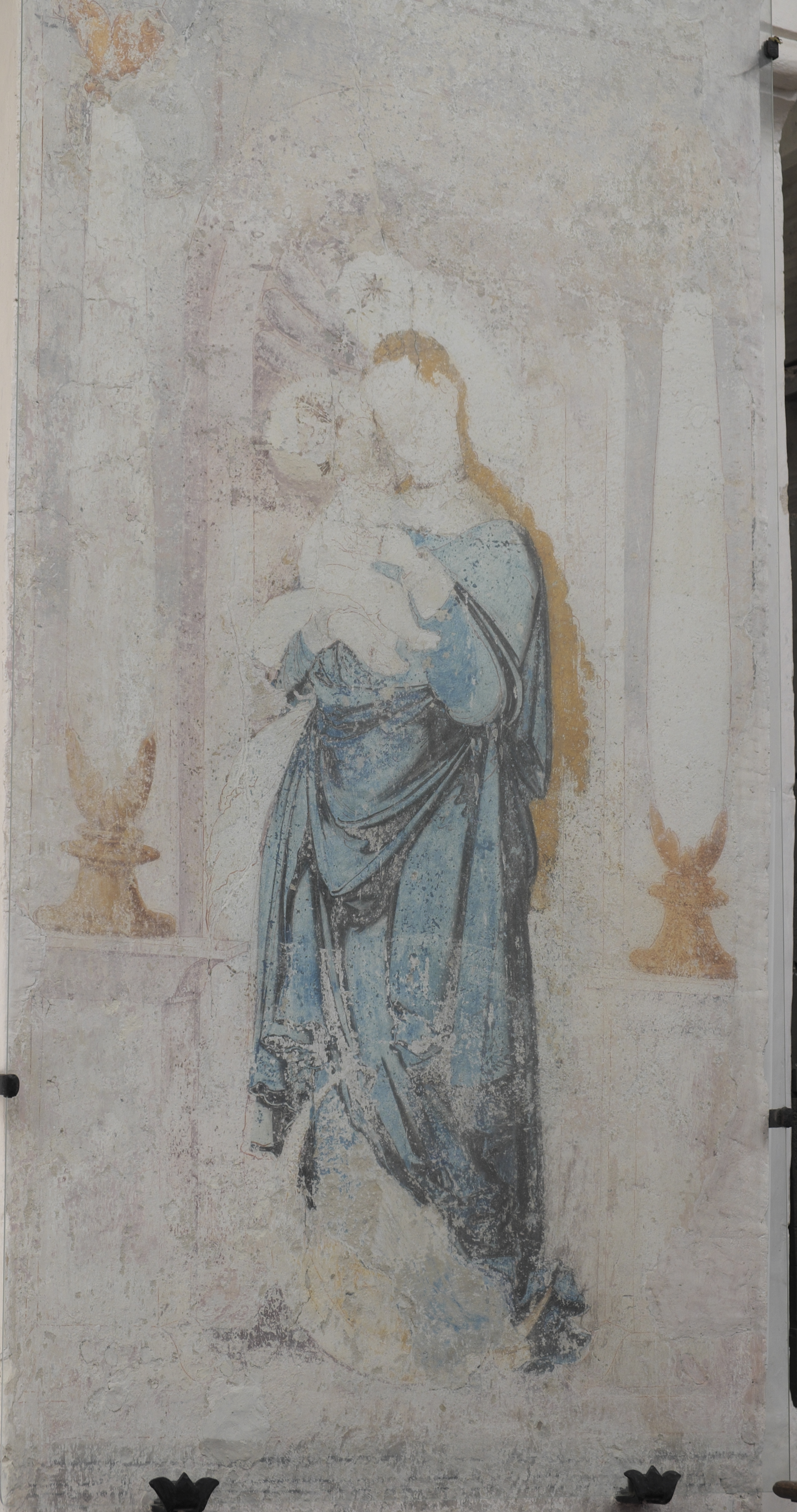
Madonna mit Kind

Der stark verblasste Freskenzyklus im Chor ist nach 1531 entstanden. An der linken Chorwand sind in der oberen Szene die Verkündigung und in der unteren Szene die Heimsuchung zu erkennen. Weitere Szenen sind die Anbetung der Heiligen Drei Könige, die Tötung der Unschuldigen Kinder und die Flucht nach Ägypten. Die Fresken an der Südwand des Chors sind Heiligen gewidmet wie dem heiligen Kyrill und dem Martyrium des heiligen Sebastian.

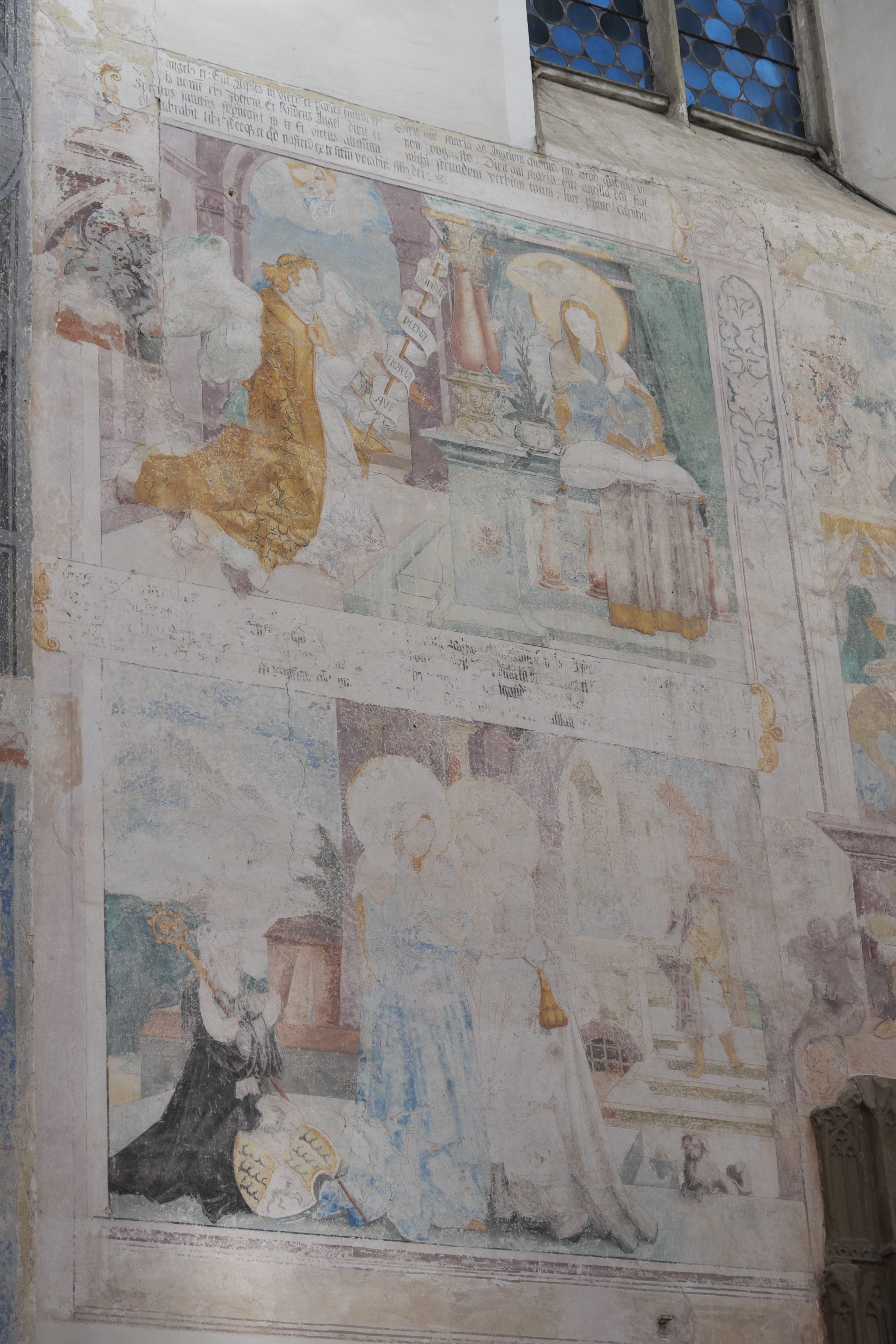
Verkündigung (oben), Heimsuchung (unten)
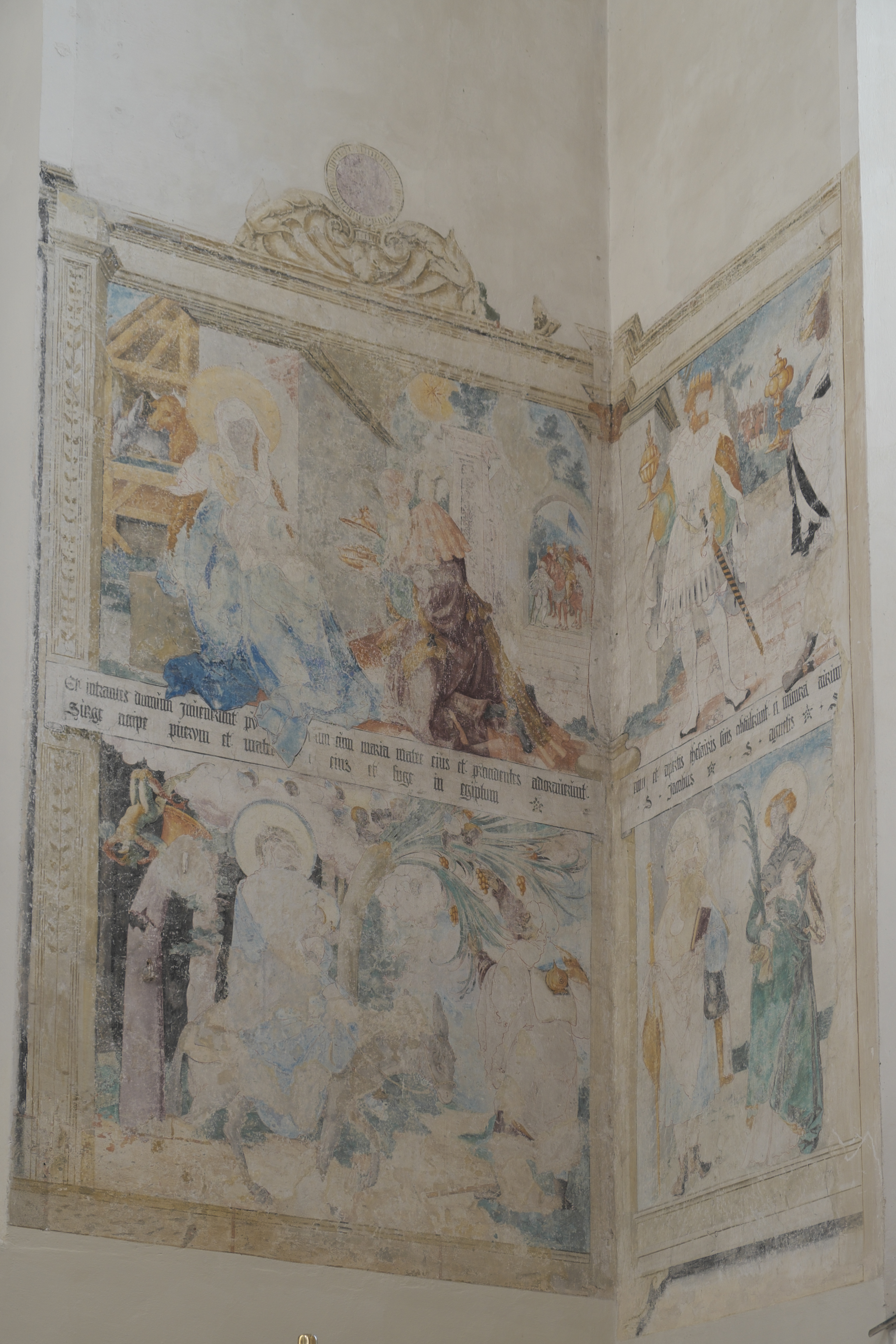
Anbetung der Heiligen Drei Könige (oben) und Flucht nach Ägypten (unten)
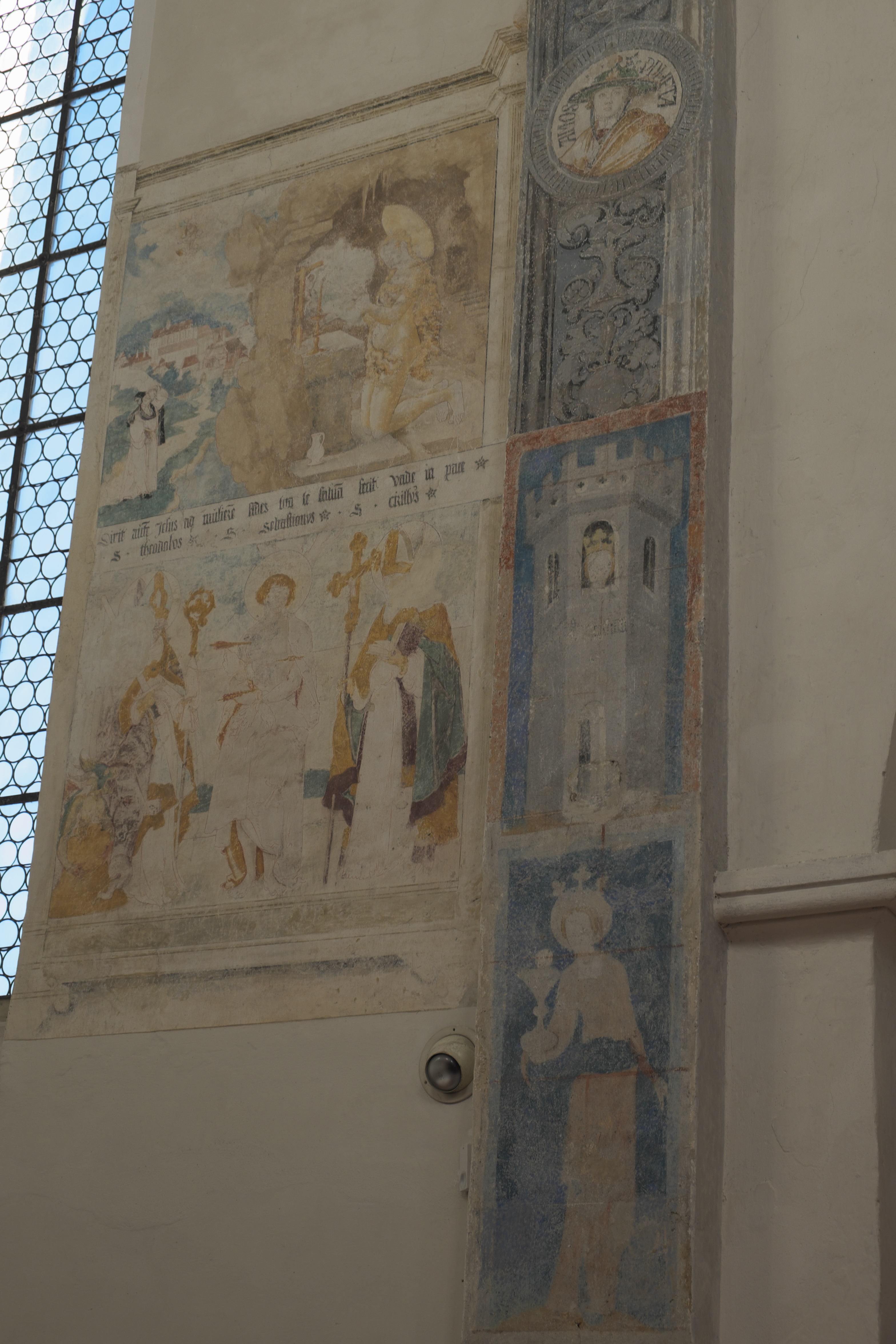
Heiliger Kyrill (oben), heiliger Stephanus (unten), am Chorbogen heilige Barbara
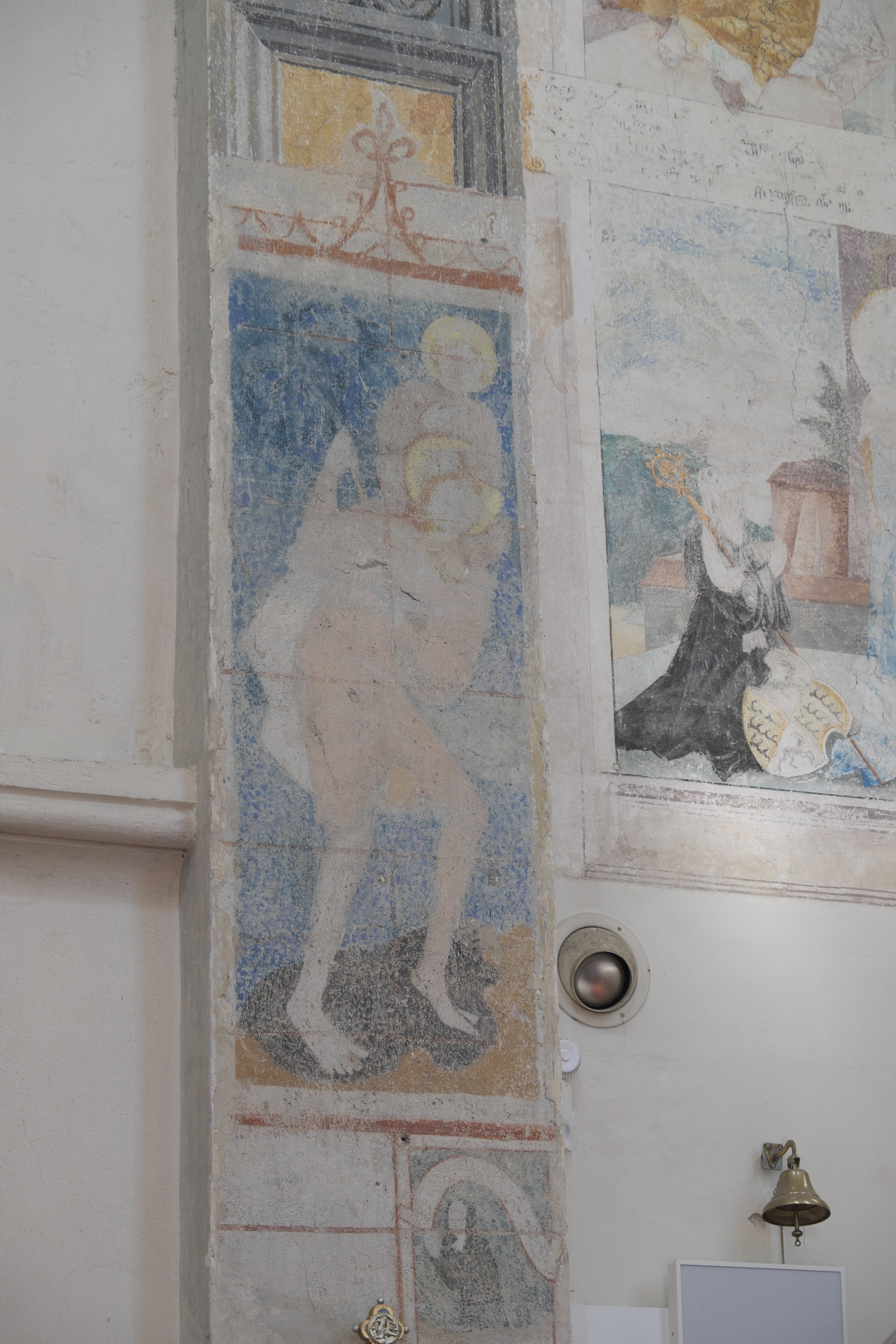
Heiliger Christophorus

## Chorfenster
Das große Bleiglasfenster im Chor wurde 1312 von der Äbtissin Elisabeth von Stoffeln in Auftrag gegeben und vermutlich in einer Konstanzer Glasmalereiwerkstatt hergestellt. Das vierbahnige Maßwerkfenster wurde im 19. Jahrhundert durch Hagelschlag beschädigt, einzelne Scheiben wurden ausgetauscht. Auf dem Fenster sind neben einer Madonna mit Kind, der Enthauptung des Apostels Paulus und der Kreuzigung des Apostels Petrus zahlreiche Heilige und Märtyrer dargestellt.

## Altäre
- Der Rosenkranzaltar ist eine Arbeit von 1619. Auf dem Altarbild von Johann de Pay dem Älteren wird Maria mit dem Jesuskind von Rundmedaillons umgeben, auf denen die Geheimnisse des Rosenkranzes zu sehen sind. Ihr zur Seite stehen der heilige Bernhard von Clairvaux und der heilige Dominikus. In der Predella sieht man in der Mitte die betende Äbtissin Katharina von Roggweil, links den Apostel Jakobus den Älteren und rechts den heiligen Christophorus. Die Assistenzfiguren, die Apostel Petrus und Paulus, wurden von Melchior Binder geschnitzt.
- Der Lactatio-Altar von 1608 stammt ebenfalls von Melchior Binder. Der Altar ist der Lactatio des heiligen Bernhard von Clairvaux, des Mitbegründers des Zisterzienserordens, gewidmet. Bernhard kniet vor Maria, die ihm ihre entblößte Brust entgegenhält. Die seitlichen Figuren sind die heilige Agnes, zu deren Füßen ein Lamm kauert, und die heilige Thekla mit einem Löwen zu ihren Füßen. Im Altarauszug ist die Marienkrönung dargestellt.
- Der mit Sacra Familia betitelte Altar enthält eine spätgotische Madonna mit Kind aus der Zeit um 1515, die aus einer Ulmer Werkstatt stammt. Die Maria gegenüber sitzende heilige Anna wird um 1600 datiert. Sie ist eine Arbeit von Melchior Binder, der auch die seitlichen Figuren, eine Unterweisung Mariens auf der linken Seite und die Marienfigur auf der rechten Seite, geschaffen hat. Im Altarauszug sieht man ein Kind mit einem Schutzengel.

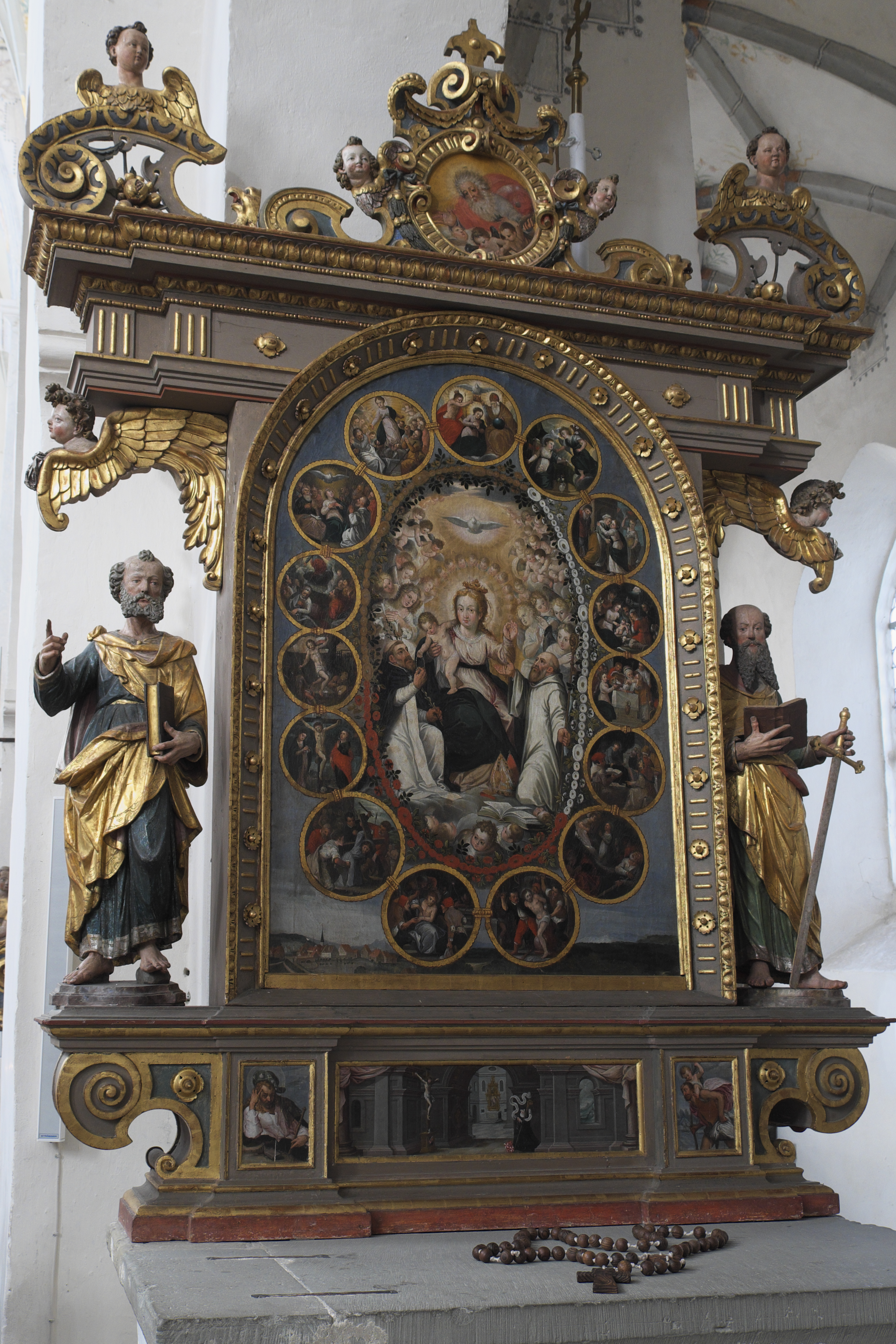
Rosenkranzaltar
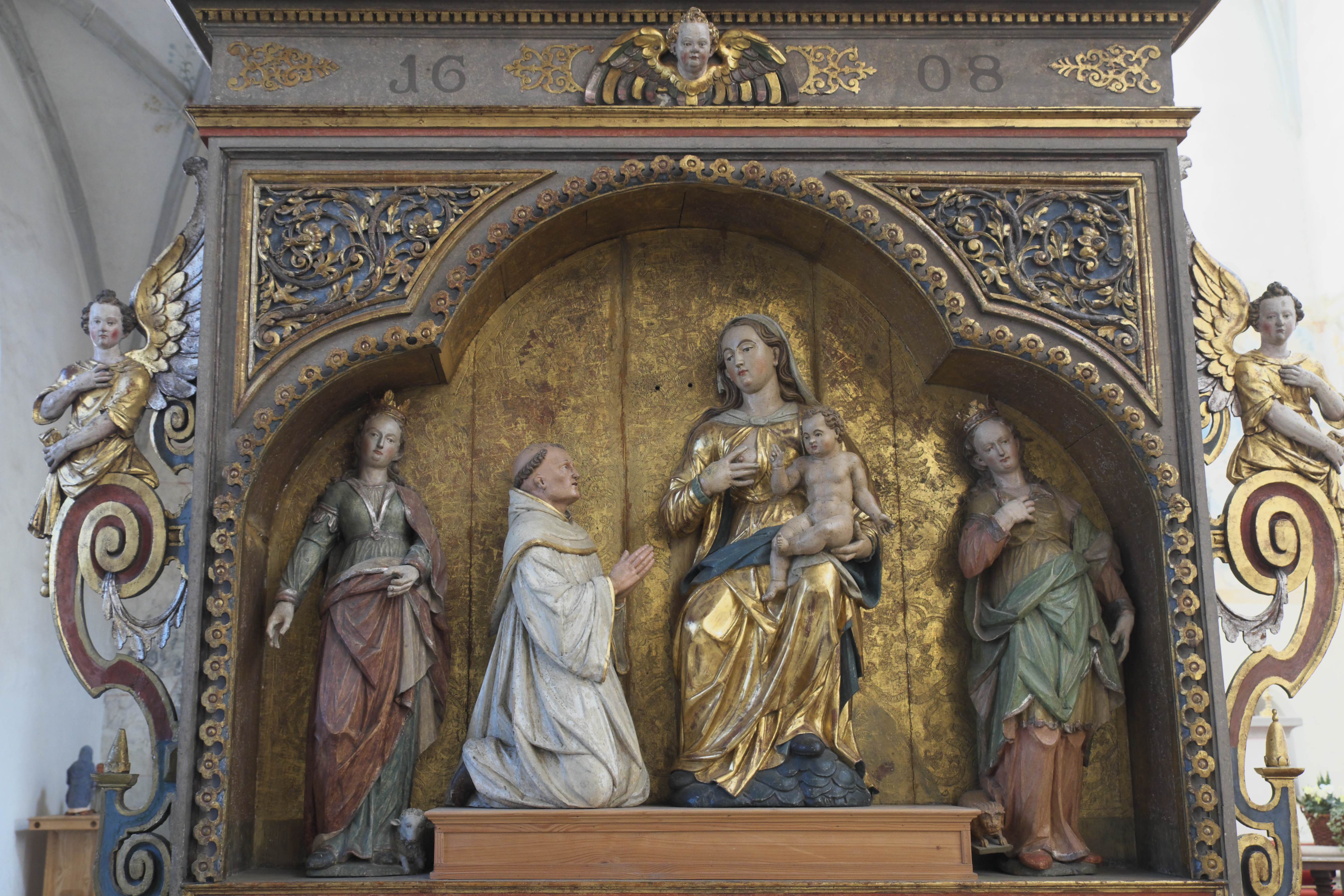
Lactatio-Altar
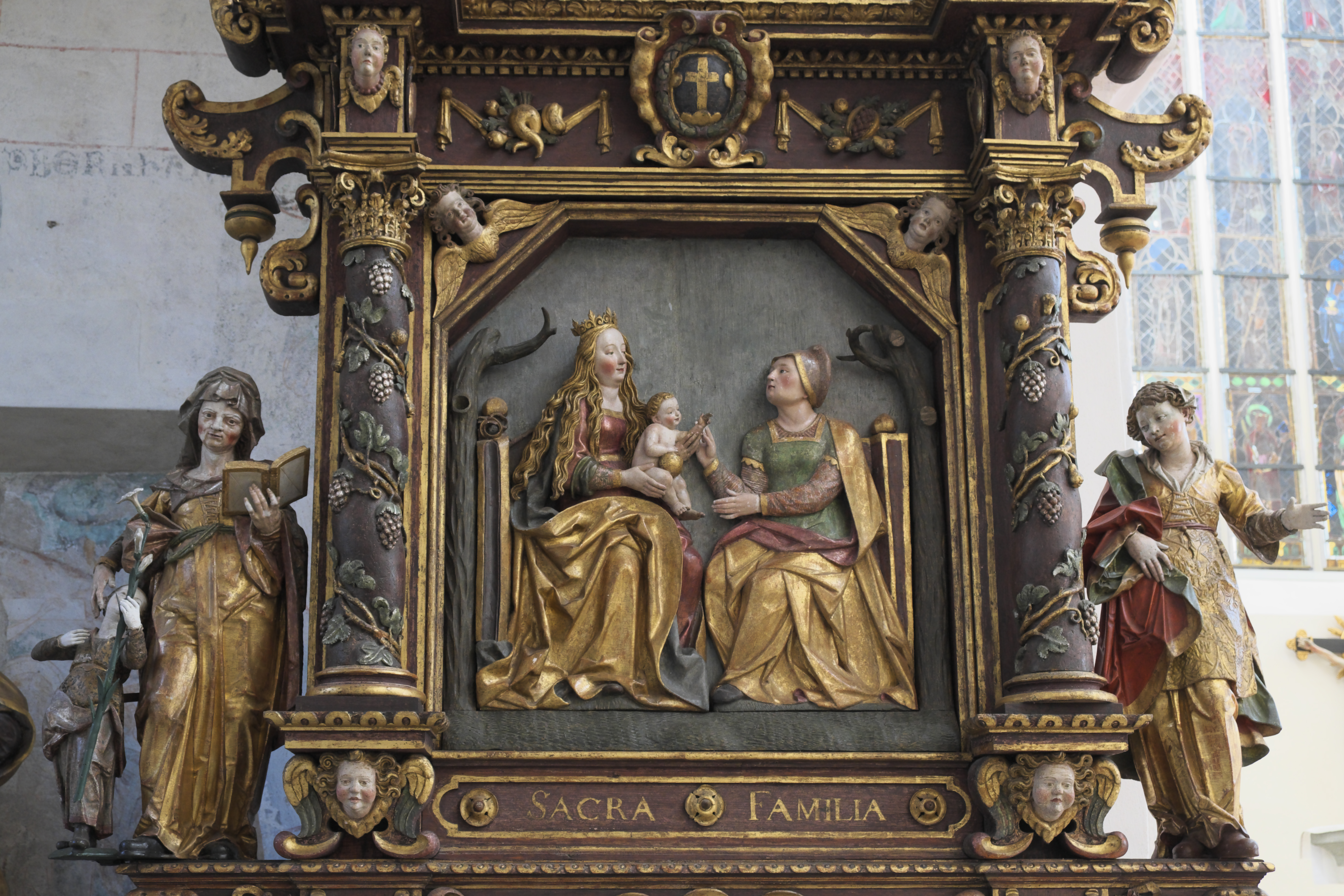
Altar Sacra Familia

- Der Pietà-Altar von 1671 umrahmt ein frühbarockes Vesperbild aus der Zeit um 1600. Maria sitzt mit schmerzverzerrtem Gesicht am Fuße des Kreuzes, ihr Herz wird von einem Schwert durchbohrt. Auf ihrem Schoß liegt der Leichnam ihres Sohnes, zu dem ein betender Engel hochschaut. Seitlich am Altar stehen links der Kirchenvater Hieronymus und rechts der heilige Nikolaus mit einem Buch, auf dem drei goldene Kugeln liegen. Die beiden Schnitzfiguren werden um 1500 datiert. Bekrönt wird der Altar von zwei Engeln mit Leidenswerkzeugen und einem Bild der heiligen Veronika, die das Schweißtuch Jesu in Händen hält.

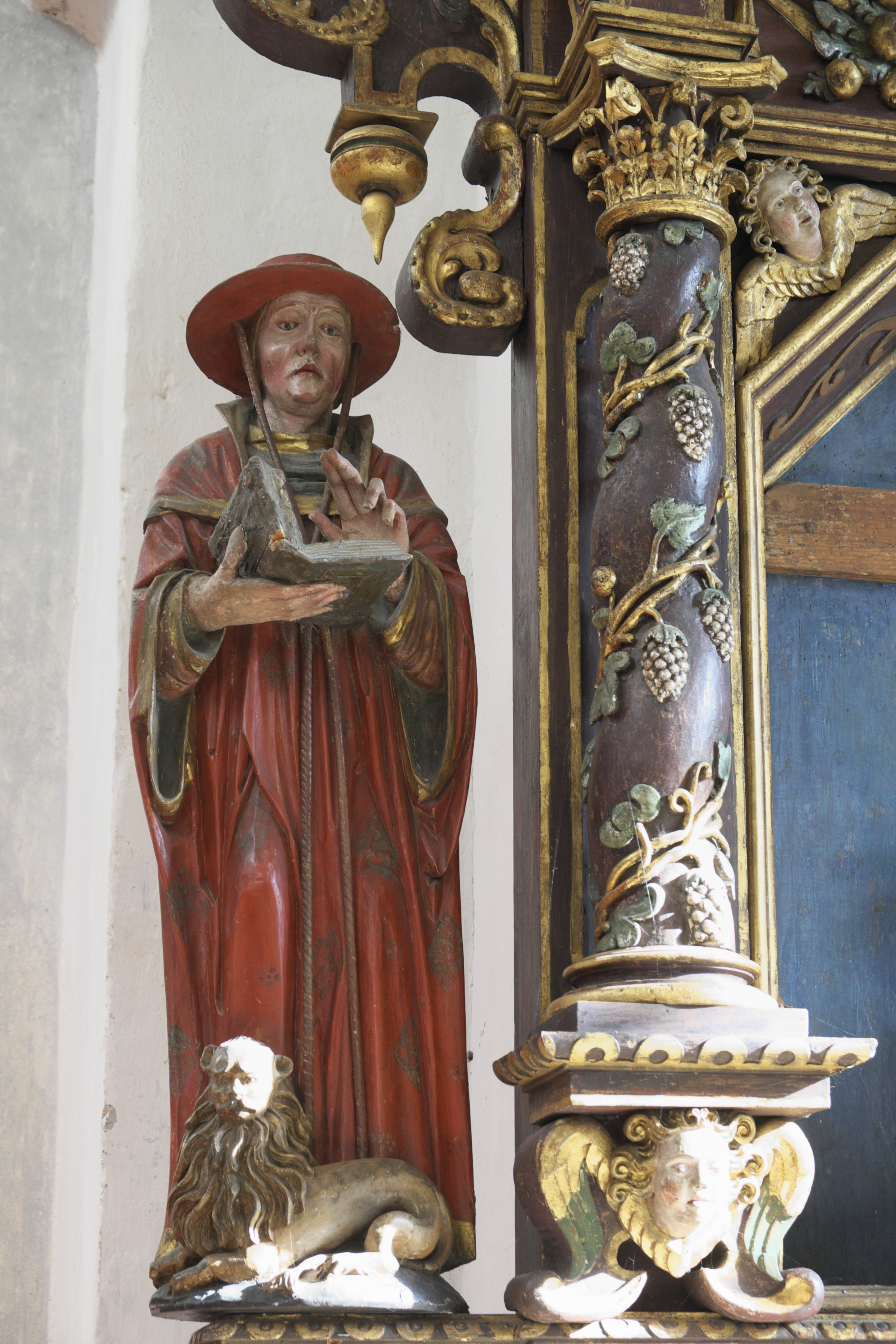
Heiliger Hieronymus
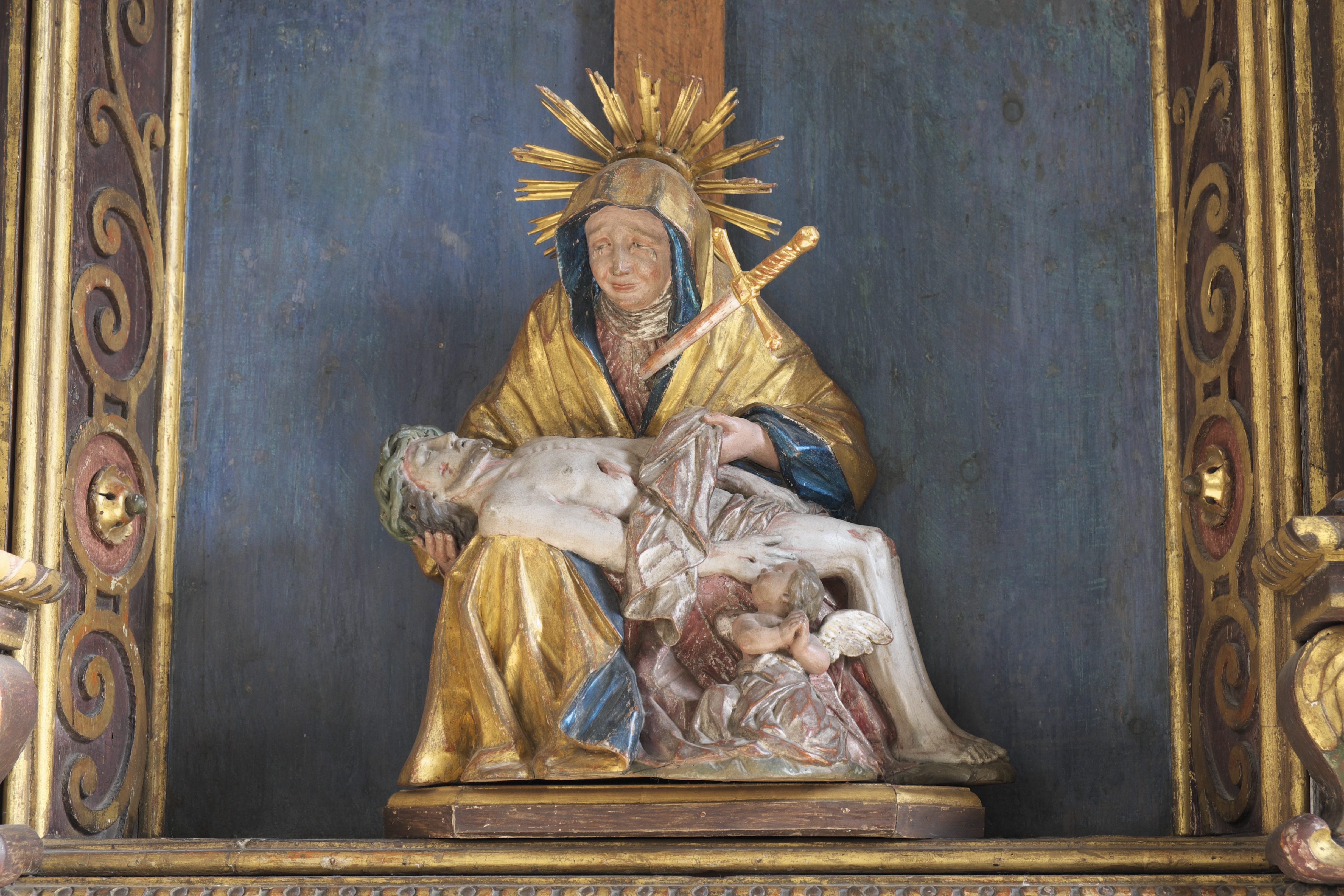
Pietà
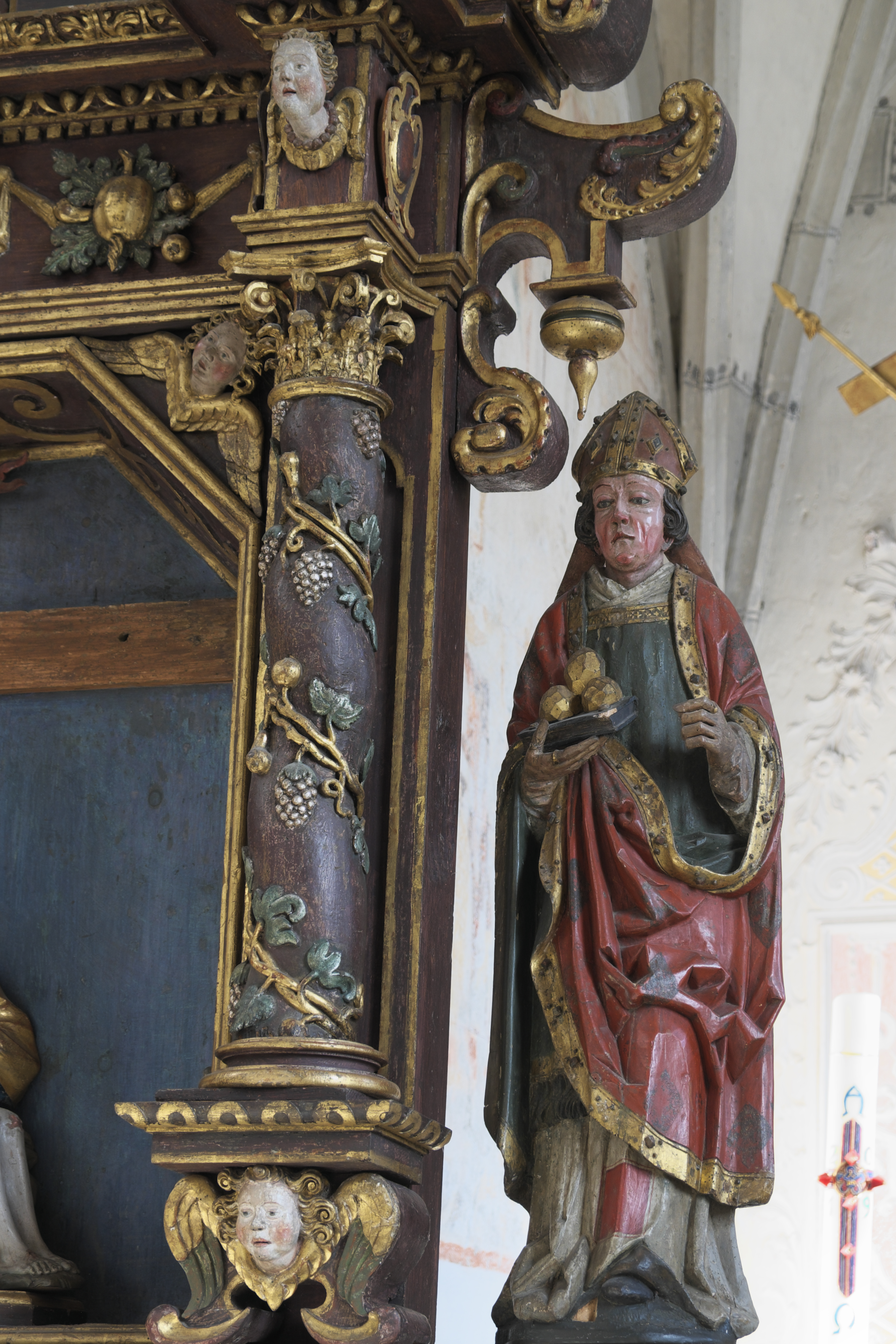
Heiliger Nikolaus

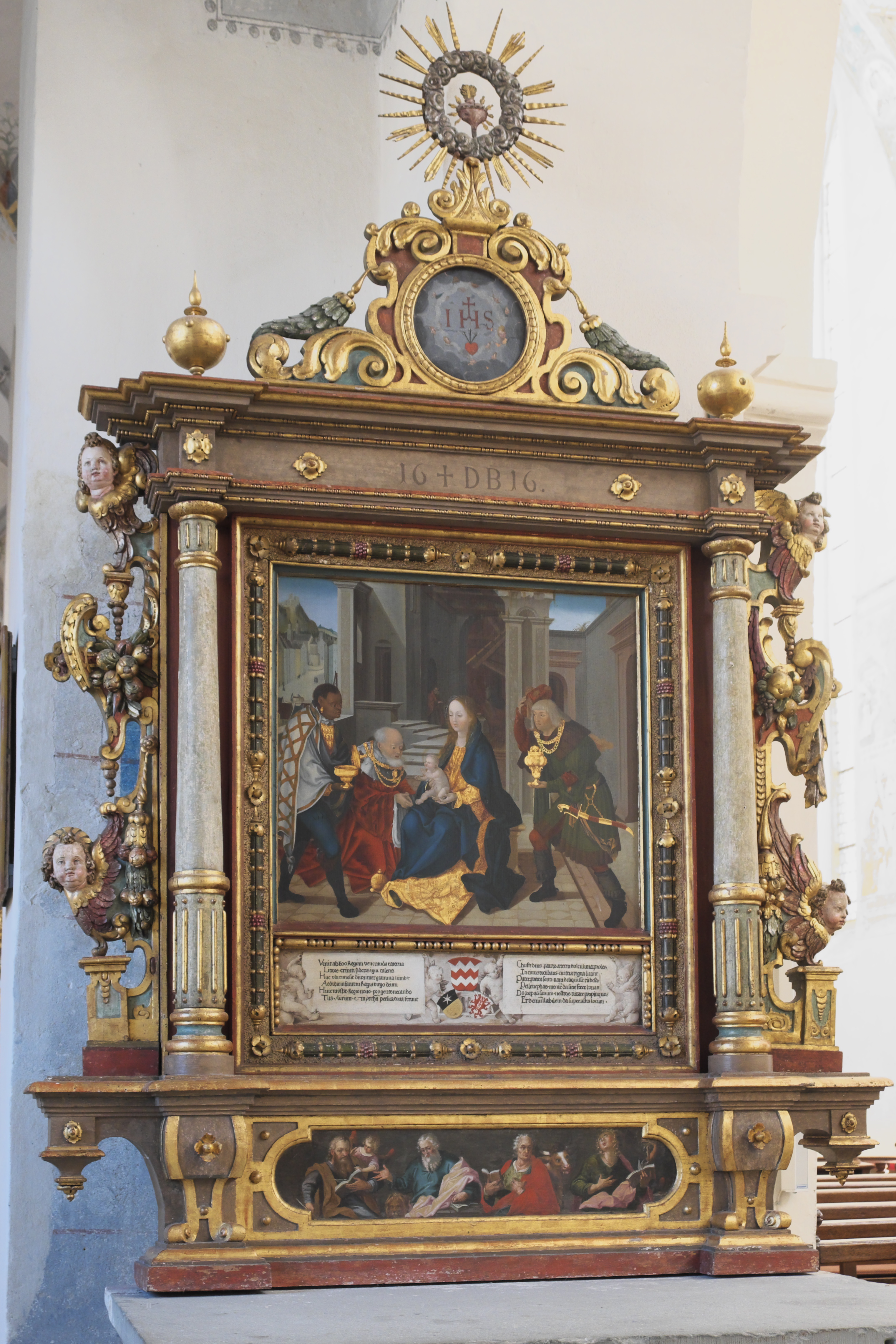
Dreikönigs-Altar

- Der Dreikönigs-Altar enthält ein spätgotisches Tafelbild mit der Darstellung der Anbetung der Heiligen Drei Könige aus der Zeit um 1450, das von dem zur Ulmer Schule gehörenden Maler Martin Schaffner stammt. Die Halbfiguren auf der Predella, die vier Evangelisten mit ihren Symbolen, wurden im 18. Jahrhundert hinzugefügt.
- In einem weiteren Altar ist ein Relief mit der Darstellung Jesu und der schlafenden Jünger am Ölberg integriert. Am rechten oberen Rand erkennt man einen Engel, der einen Kelch und das Kreuz in Händen hält.

## Weitere Ausstattung
- In einer Nische in der Ostwand des Chors steht eine Christus-Johannes-Gruppe (Johannesminne), die um 1318 vermutlich in einer Werkstatt im Umfeld des Meisters Heinrich von Konstanz geschaffen wurde. Sie ist aus Nussbaumholz geschnitzt und noch in ihrer ursprünglichen Fassung erhalten.
- In die Nordwand des Chors ist ein mit Fialen und Wimpergen verziertes Sakramentshaus von 1424 eingemauert. Auf dem Relief über den Türen sind die vier Evangelisten mit ihren Symbolen dargestellt, seitlich Maria und Jesus als Schmerzensmann.
- Die Kreuztragungsgruppe aus der Zeit um 1450 ist eine Arbeit des in Ulm tätigen Bildhauers Hans Multscher und seiner Werkstatt.

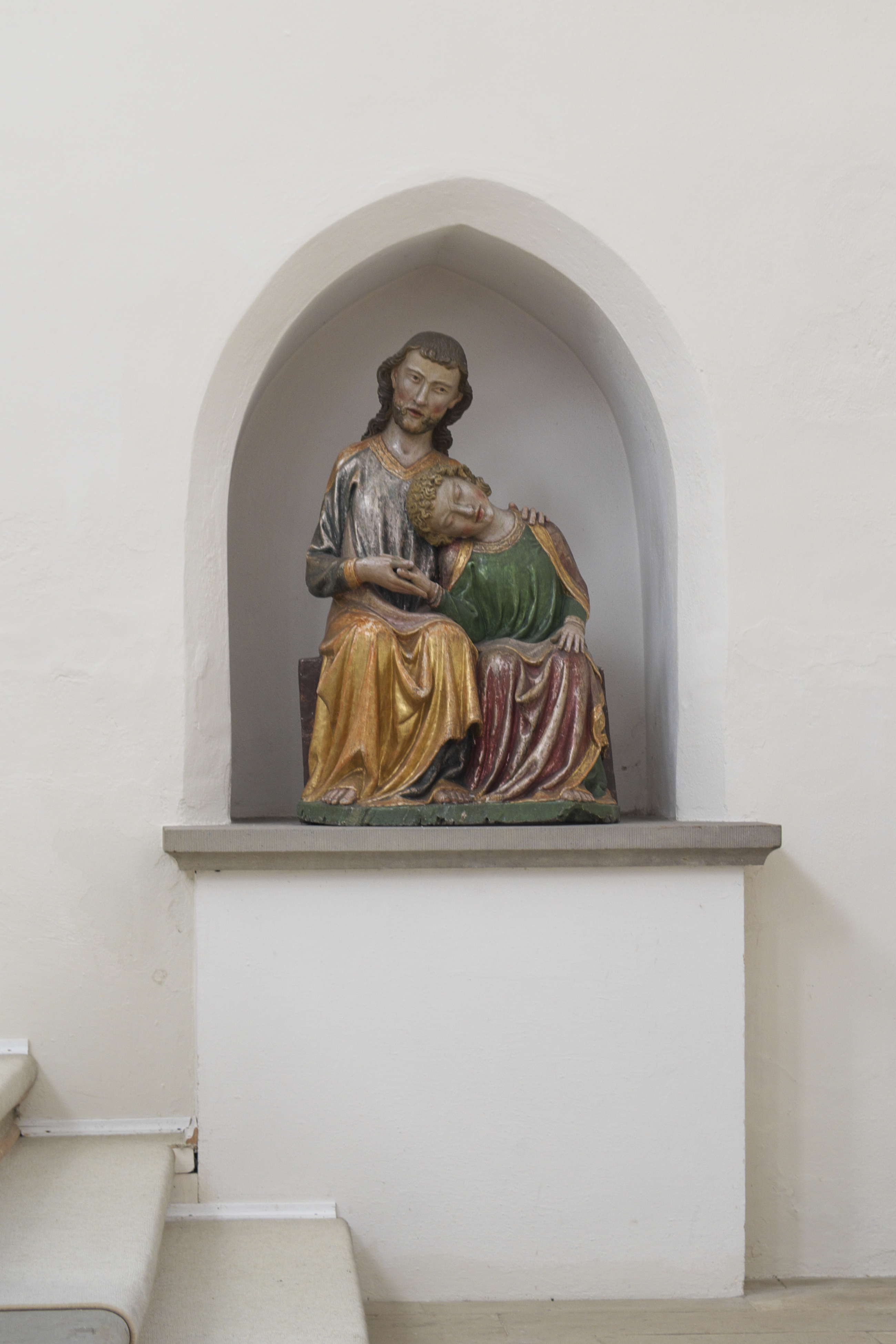
Christus-Johannes-Gruppe
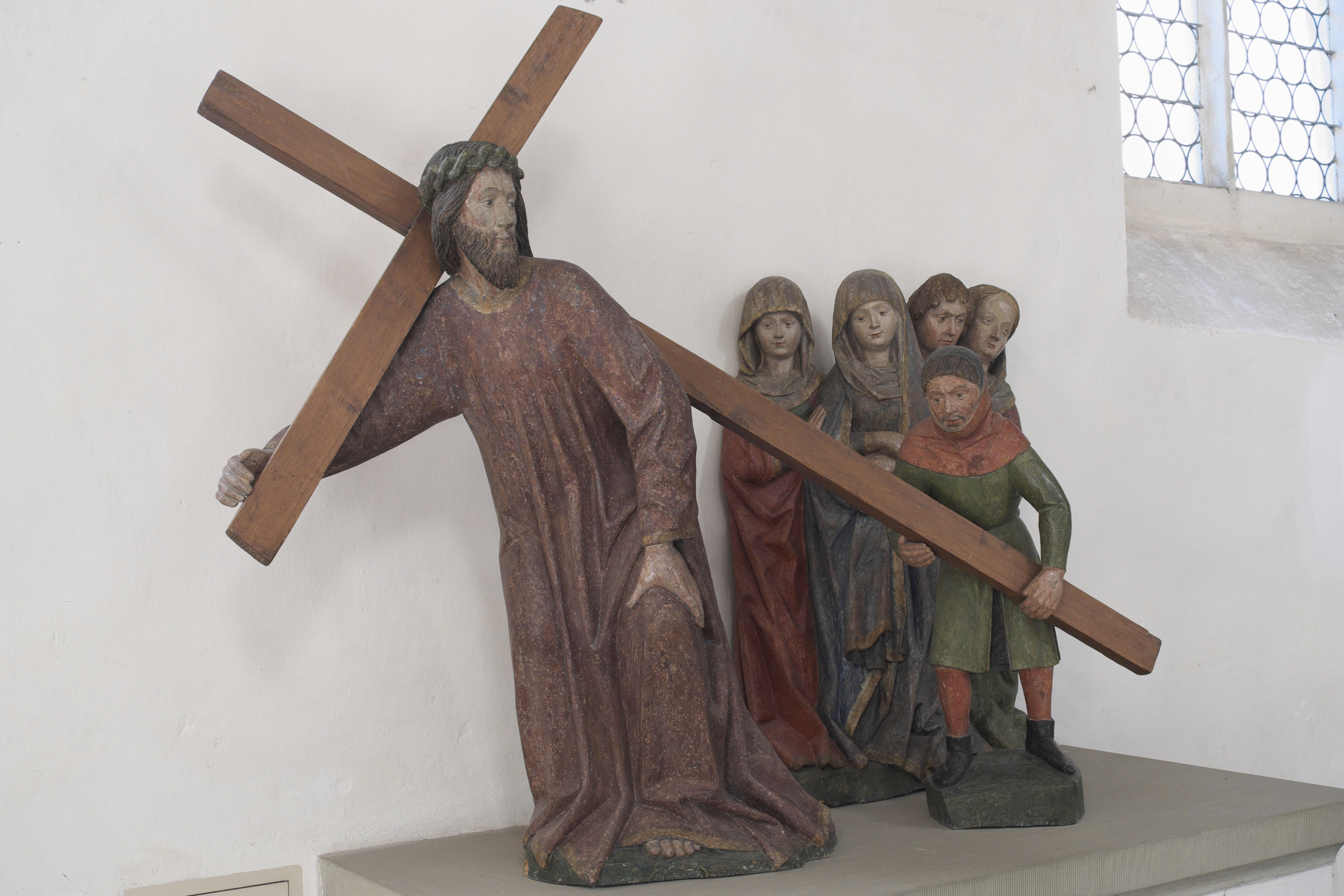
Kreuztragungsgruppe
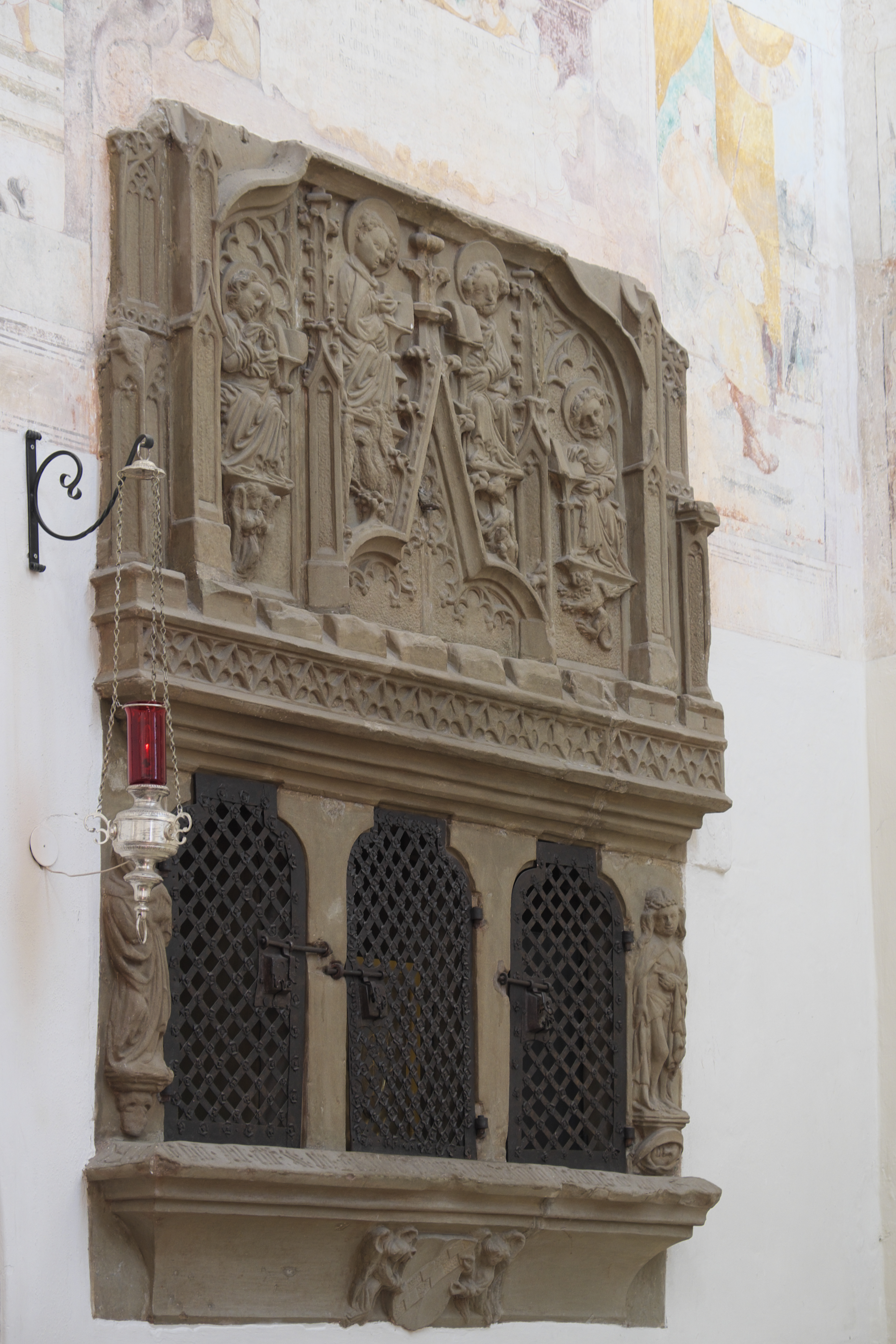
Sakramentshaus

## Grabsteine
In den Wänden der Seitenschiffe sind die Grabsteine der Äbtissinnen Maria Anna von Holzing († 1722) und Anna Maria Josepha von Holzapfel, die von 1723 bis 1761 als Äbtissin wirkte, vermauert.

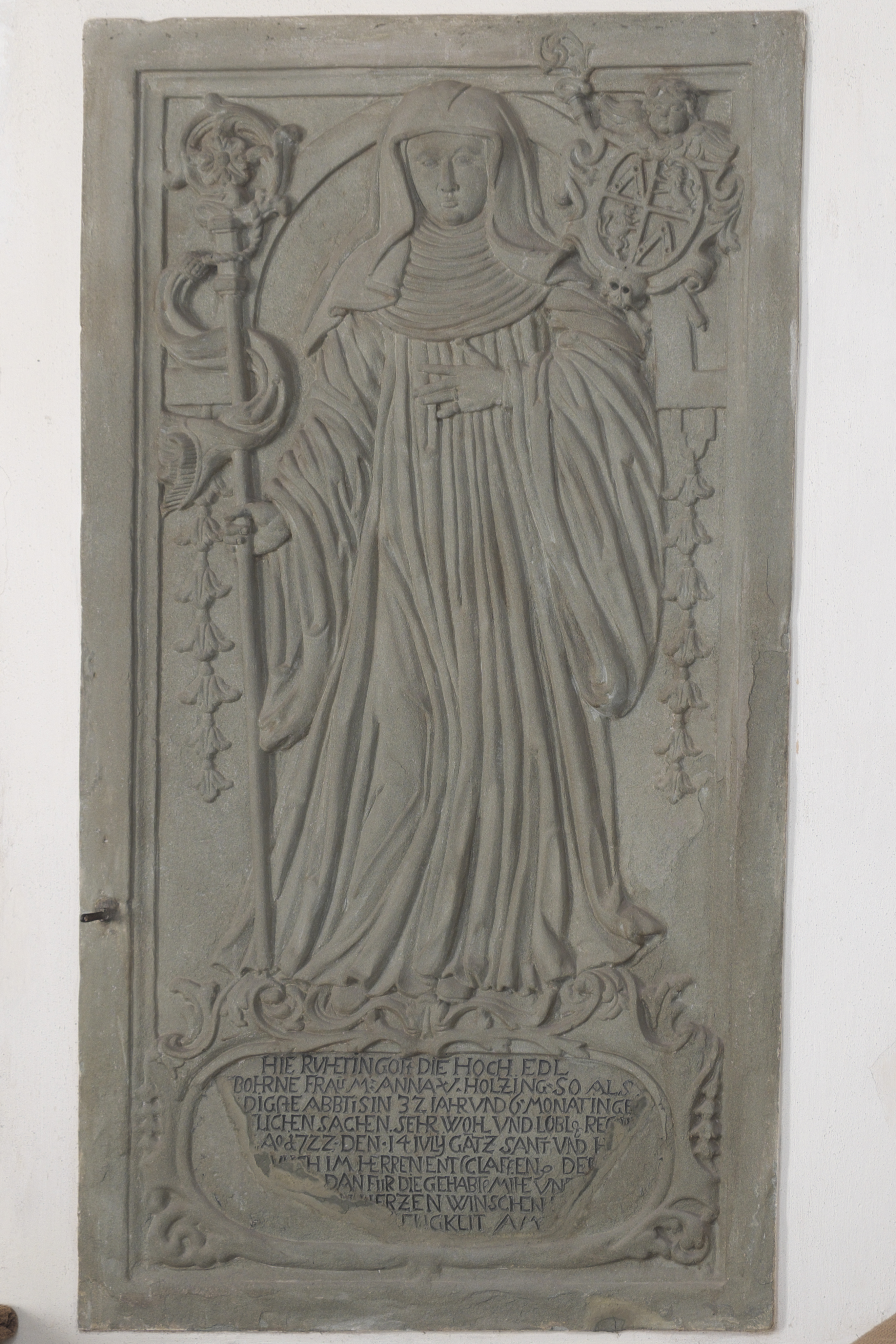
Grabstein der Äbtissin Maria Anna von Holzing († 1722)
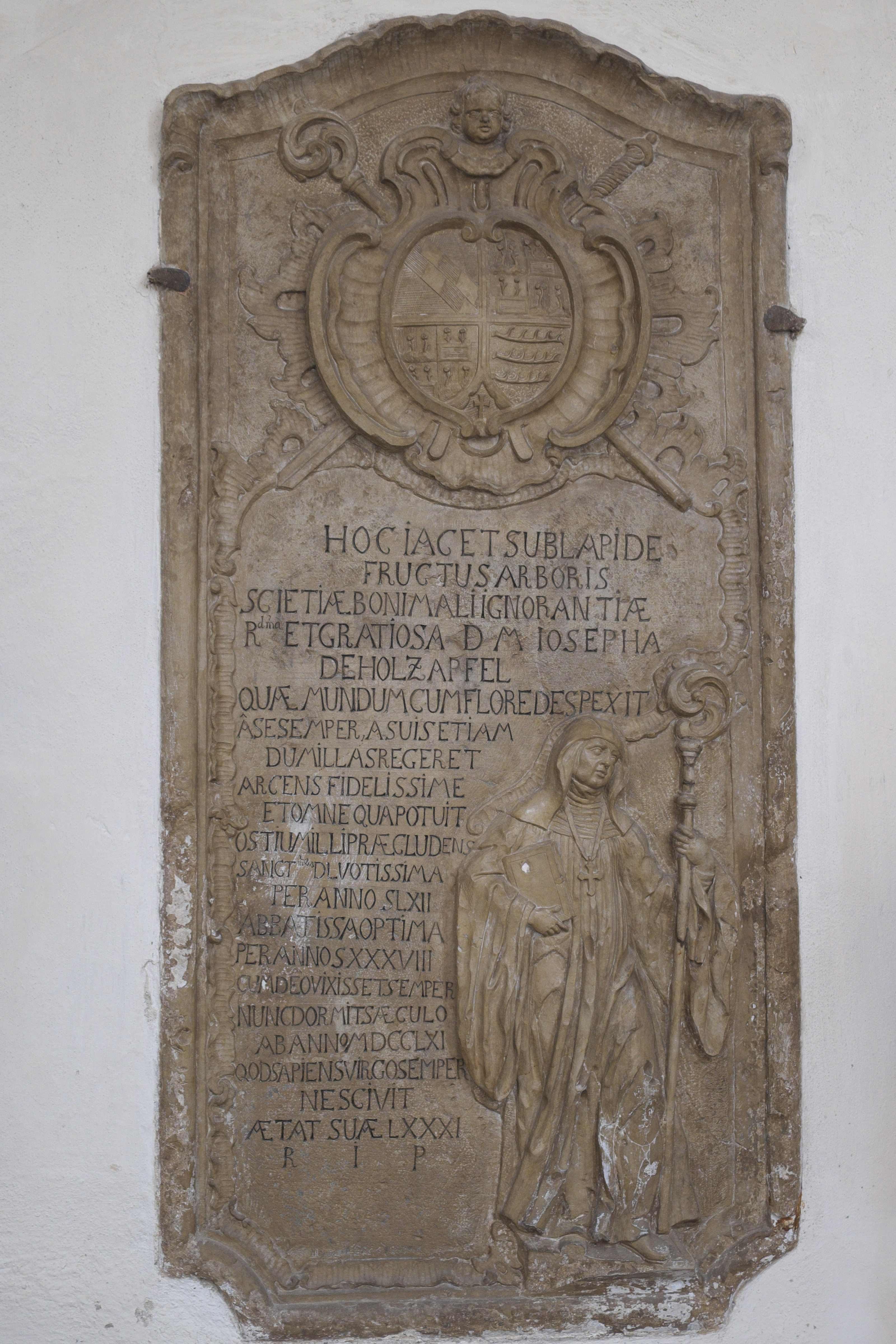
Grabstein der Äbtissin Anna Maria Josepha von Holzapfel († 1761)